# Архангельская область
Арха́нгельская о́бласть (неофициальный синоним: Помо́рье) — субъект Российской Федерации на севере Европейской части России, входящий в Северо-Западный федеральный округ.
Архангельская область является 8-м по территории субъектом Российской Федерации, а также крупнейшим регионом в европейской части России и крупнейшей областью (провинцией) в Европе, превосходя по территории такие крупные государства, как Франция и Испания, а также чуть крупнее Мадагаскара. Общая площадь региона составляет 589 913 км², из которых 330 103 км² — основная (континентальная) территория с архипелагом Земля Франца-Иосифа площадью 16134 км², 176 810 км² — входящий в состав области самостоятельный субъект федерации Ненецкий автономный округ, 83 000 км² — архипелаг Новая Земля.
Образована 23 сентября 1937 года при разделении Северной области РСФСР СССР.
Административный центр области — город Архангельск.
Исторически области предшествовала Архангельская губерния, образованная в 1708 году как Архангелогородская.

## История
Палеолитические стоянки обнаружены в бассейне реки Печоры в Ненецком автономном округе. Единичные находки палеолитических орудий имеются в среднем течении Северной Двины в районе деревень Ступино и Ичко́во. Мезолит в Архангельской области представлен стоянкой Явроньга-1 на реке Явроньга, которая датируется IX—VII тысячелетиями до н. э., стоянками на реках Устья и Кокшеньга, находками в Большеземельской тундре и в бассейне Северной Двины, а также культурой Веретье на юго-западе области. Период неолита в основном представлен печоро-двинской культурой. На юго-западе области в это время была представлена каргопольская культура, а также поселения типа Модлона.

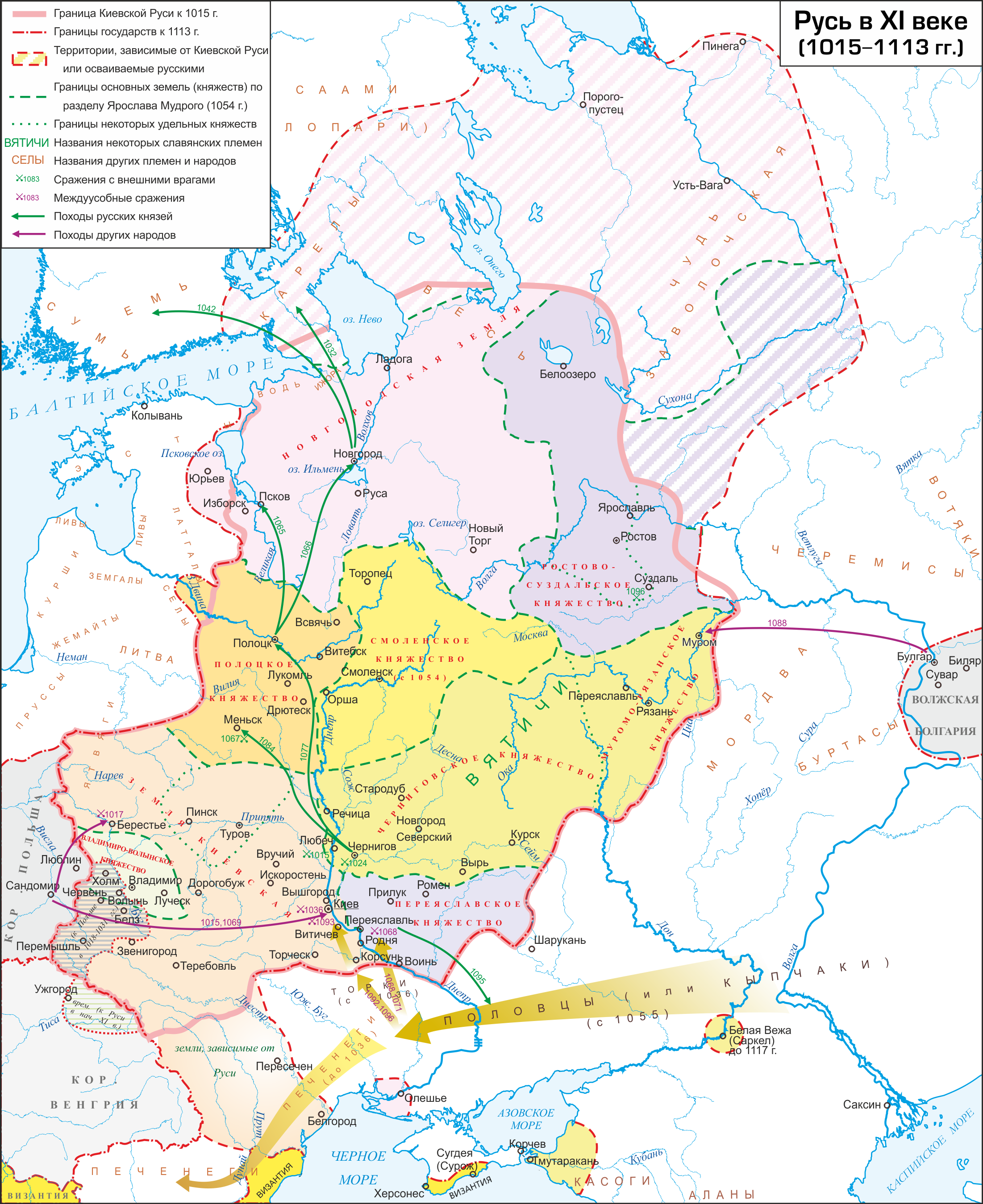
Заволочье на карте Древней Руси (1015—1113)

До X века земли в Заволочье были в основном населены финно-угорскими племенами. Затем началось освоение этих земель русскими переселенцами. Найденные в Новгороде деревянные цилиндры-замки (пломбы) с надписями указывают на места сбора дани в Заволочье в конце X—XII веках, находящиеся ныне на территории Архангельской области: Тихманьга, Вага, Емца, Пинега. В Уставной грамоте князя Святослава Ольговича (1137 год) указано, что выплачивают церковную десятину (и следовательно, населены христианами) селения и погосты на Белом море (Погост-на-море), по реке Ваге (Устье Ваг), населённый пункт Устье Емьце при впадении реки Емцы в Северную Двину. Великий Новгород взыскивал дань и поддерживал торговые отношения как с финно-угорским населением поморской земли, так и с более далёким финно-угорским населением восточных областей. Славянское население поморских и подвинских земель сильно выросло после нашествия монголо-татар на русские земли, в связи с начавшейся массовой стихийной миграцией населения на север Руси. В начале XIV века русские летописи называют Двинскую землю центральной частью Заволочья, принадлежавшего Новгородской республике.

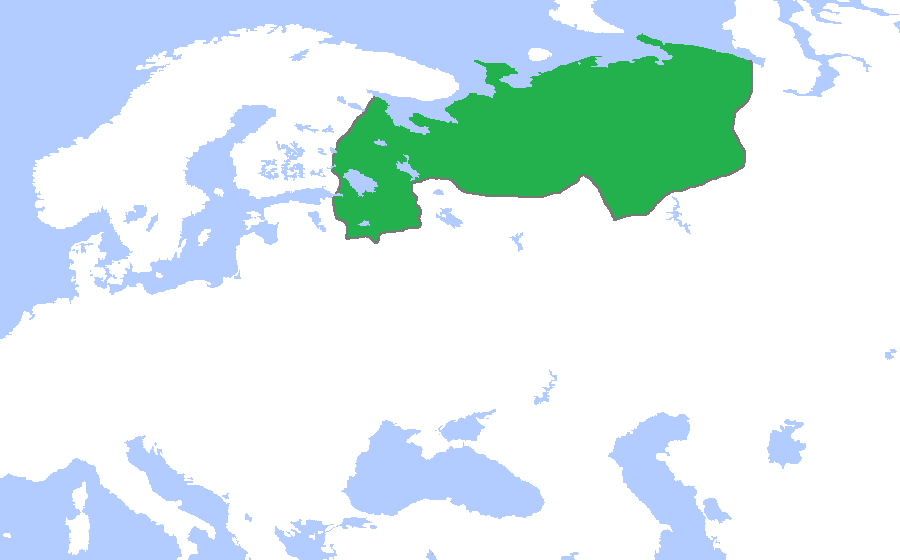
Новгородская республика в 1400 годах

В XV веке, в правление московского князя Ивана III Васильевича, произошло присоединение новгородских земель к Москве. К 1462 году Важская земля уже была московской. В 1471 году, после битвы на реке Шиленьге, к Москве отошли многие владения на Северной Двине. В 1492 году из Холмогор в европейские страны (в Данию) был доставлен морским путём караван с зерном для продажи на рынках Европы. Поскольку этим караваном в Данию также было доставлено посольство царя Московского государства Ивана III Васильевича, записи об этом походе сохранились в летописях и стали первым документальным свидетельством о появлении в России собственного торгового флота. В 1553 году единственный уцелевший корабль экспедиции Хью Уиллоби (её целью было открытие северного пути в Китай и Индию) «Эдуард Бонавентура», которым командовали Ричард Ченслер и Климент Адамс, обогнул Кольский полуостров и вошёл в Белое море, бросив якорь у Летнего берега Двинской губы, напротив Нёноксы. Именно здесь англичане установили, что эта местность является не Индией, а Московией. Отсюда англичане отправились к острову Ягры и Николо-Корельскому монастырю. После налаживания контактов с местными жителями и Николо-Корельским монастырём Р. Ченслер едет в Холмогоры, тогдашнюю столицу Двинской земли и Поморья, к воеводе. А оттуда, после ледостава, на санях он едет в Москву, на аудиенцию к царю Московского государства Ивану Грозному. После встречи капитана Ричарда Ченслера с царём Иваном Грозным, впервые за историю обоих государств, были установлены дипломатические отношения. В Лондоне была основана Московская компания, английская торговая компания, обладающая монополией на торговлю с Московским государством, на основе выданного ей царём Иваном Грозным права. Большое значение этих северных областей для Московского государства привело к тому, что в 1584 году в устье Северной Двины, на мысе Пур-Наволок, был построен новый город Ново-Холмогоры.

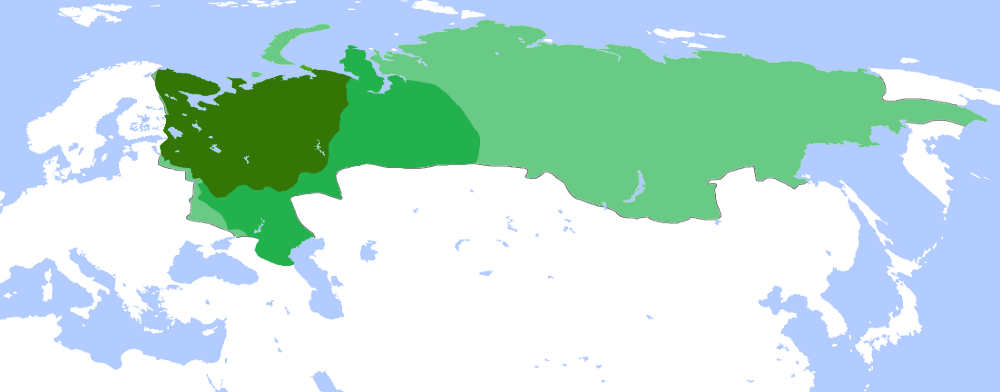
Русское Государство в 1500—1700 годах

Ново-Холмогоры (Архангельск) к концу XVII века стал главным городом-портом Русского государства. На его долю приходилось примерно 60—80 % внешнеторгового оборота государства, отсюда экспортировались хлеб, пенька, лес, смола, меха и другие товары. Значение Архангельского края достигло максимума во времена правления царя Петра I, который здесь организовал военно-морское судостроение. В 1693 году Пётр приезжает в Архангельск, где закладывает на острове Соломбала первую в России государственную судостроительную верфь и строит два корабля. Однако в результате основания Санкт-Петербурга и перенаправления торговли с Европой в Балтийское море торговый оборот и значение Архангельска, как и всего Поморья, начали уменьшаться. В начале XVIII века нынешняя территория области вошла в состав огромной Архангелогородской губернии, а затем до 1784 года в Вологодское наместничество, из которого было выделено Архангельское наместничество, преобразованное в 1796 году в Архангельскую губернию. Долгое время в крае развивалась лишь лесозаготовительная и лесопильная промышленность, имеющая главным образом экспортный характер, а также рыболовство и зверобойный промысел.

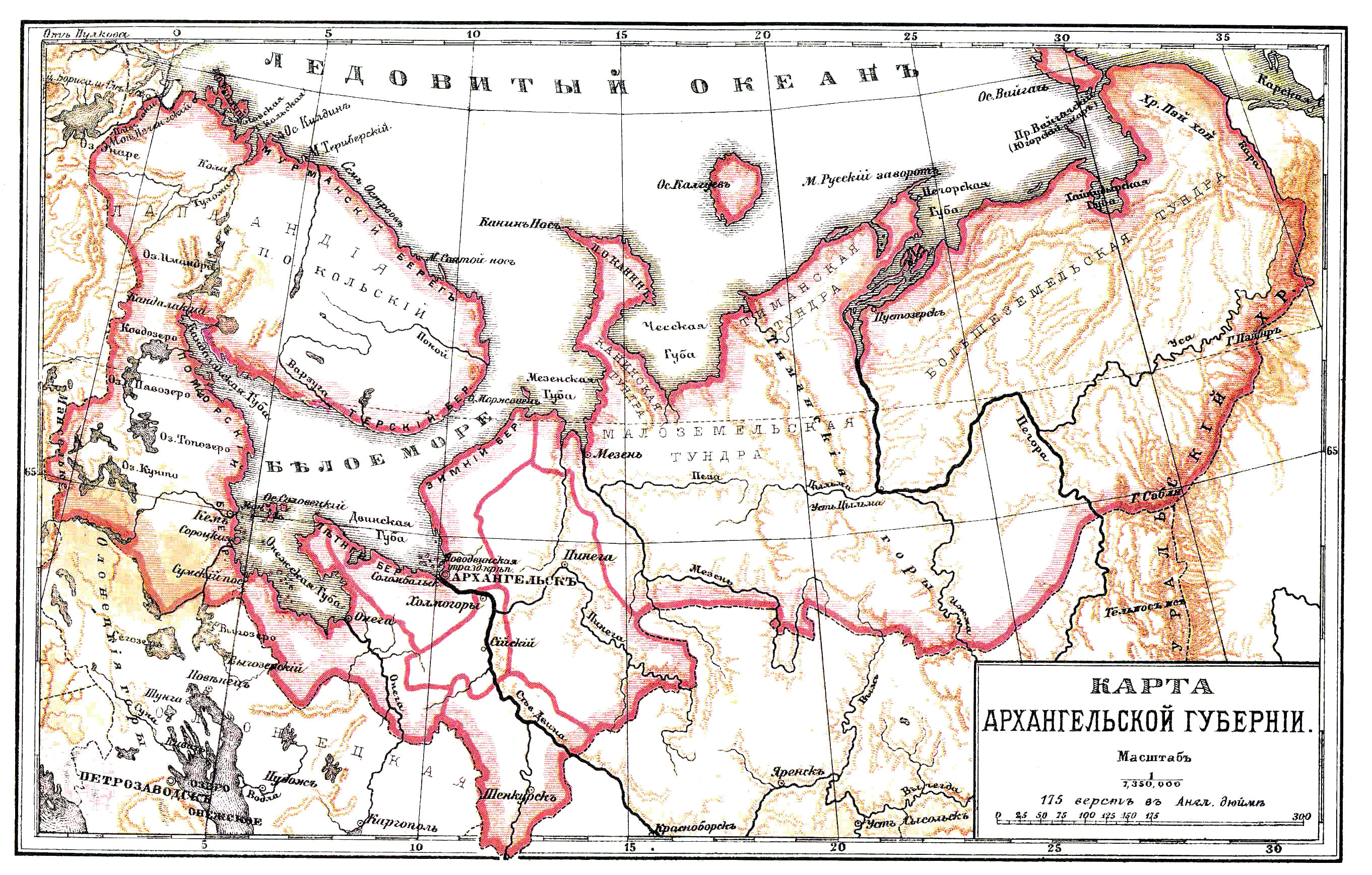
Карта Архангельской губернии из энциклопедического словаря Брокгауза и Ефрона (1890—1907)

В 1918—1920 годах, в годы Гражданской войны на севере европейской части России под контролем войск Антанты и Белой армии была образована Северная область, административным центром которой был Архангельск. 14 января 1929 года Архангельская, Вологодская и Северо-Двинская губернии были упразднены и их территории образовали Северный край. 15 июля 1929 в Северном крае был образован Ненецкий национальный округ (сейчас Ненецкий автономный округ). 5 декабря 1936 года Северный край после отделения Коми АССР был преобразован в Северную область. 23 сентября 1937 года постановлением ЦИК СССР Северная область была разделена на Архангельскую и Вологодскую области. 15 января 1938 года Верховный Совет СССР утвердил создание данных областей. Через полгода Верховный Совет РСФСР подтвердил данное решение.

## Физико-географическая характеристика

### Географическое положение

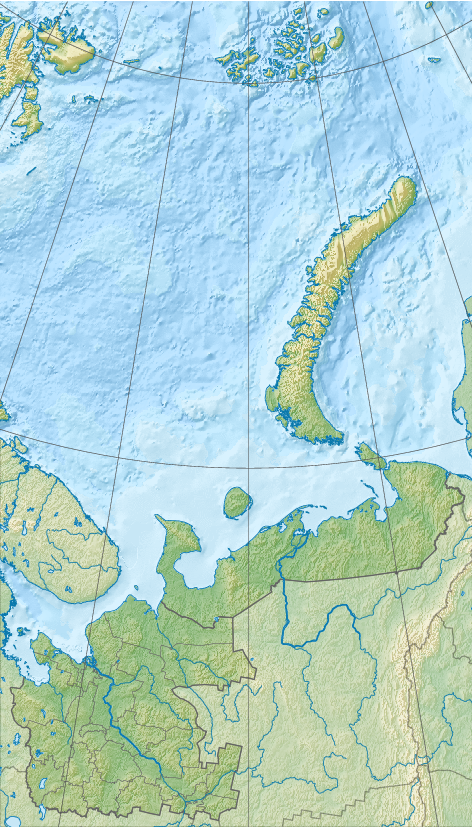
Архангельская область и Ненецкий автономный округ на карте

Область расположена на севере Восточно-Европейской равнины. Омывается Белым, Баренцевым, и Карским морями. Архангельская область располагается близко к арктическим морям и удалена от тёплого Северо-Атлантического течения (ответвление Гольфстрима).
Граничит на западе с Карелией, на севере с Мурманской областью (граница проходит через Белое море), на юге с Вологодской и Кировской областями, на северо-востоке (Ненецкий автономный округ) с Ямало-Ненецким автономным округом, который входит в состав Тюменской области, на востоке и северо-востоке с Республикой Коми, на востоке с Красноярским краем (граница проходит через Карское море).
Бо́льшая часть территории Архангельской области является районами Крайнего Севера: это архипелаги Земля Франца-Иосифа и Новая Земля, Ненецкий автономный округ, острова Белого моря (Соловецкий архипелаг), Лешуконский, Мезенский, Пинежский районы, городской округ Северодвинск. Остальная часть области — это территории, приравненные к районам Крайнего Севера.
На территории области на острове Рудольфа, входящем в архипелаг Земли Франца-Иосифа, находится крайняя северная точка России, Европы и Евразии — мыс Флигели, а на Северном острове в архипелаге Новая Земля — крайняя восточная точка Европы — мыс Флиссингский.
Протяжённость с севера на юг составляет 600 км, с востока на запад — от 700 (основная территория) до 1650 км (с учётом Ненецкого автономного округа).

### Рельеф
Территория континентальной части области представляет собой обширную равнину со слабо выраженным уклоном к Белому и Баренцеву морям, где равнинность местами нарушается конечно-моренными всхолмлениями, образовавшиеся в результате деятельности древнего ледника.
На северо-западе области сохранились моренные нагромождения с множеством замкнутых впадин, занятых озёрами, с холмами, сливающимися в целые цепи (Летние горы Онежского полуострова и другие). На юге выделяются Коношская и Няндомская возвышенности высотой до 250 м.
На востоке в пределы области входят Северный и Средний Тиман, низкогорье из ряда параллельных гряд с платообразными вершинами высотой до 400—450 м. На западе вдоль Онежского залива протягивается кряж Ветреный Пояс с высотами в 200—350 метров.
На плоских водораздельных плато на западе области, где ближе всего к поверхности подходят палеозойские известняки и мергеля, широко распространены карстовые явления. Низины обычно выполнены толщами морских, озёрно-ледниковых и аллювиальных наносов.
Весьма сильны эрозия (ежегодно в бассейне Северной Двины смывается до 660 кг почвы с 1 га), морской или озёрный прибой, карстовые процессы, превращающие большие участки близ Кулоя и Пинеги в неудобья, образование болот, аккумулирующая деятельность льдов на озёрах и реках.
Высшая точка — гора Крузенштерна на архипелаге Новая Земля.

### Климат
Климат области умеренно континентальный, на северо-западе — морской, на северо-востоке — субарктический. Характерны прохладное лето и продолжительная холодная зима, частая смена воздушных масс, поступающих из Арктики и средних широт. Погода крайне неустойчива. На входящих в состав области архипелагах Земля Франца-Иосифа и Новая Земля климат арктический.
Зима холодная, с устойчивыми морозами. Средняя температура января от −12 °C на юго-западе до −18 °C на северо-востоке. Лето короткое и прохладное. Средние температуры июля от 16—17,6 °C на юге области до 8—10 °C на севере. Вегетационный период от 50—60 дней на севере до 150—155 дней на юге области. Осадков выпадает от 400 до 600 миллиметров в год. На побережье Белого моря частые туманы (до 60 дней в году). На северо-востоке области распространена многолетняя мерзлота.

### Географические достопримечательности области
На территории области на острове Рудольфа, входящем в архипелаг Земли Франца-Иосифа, находится крайняя северная точка России, Европы и Евразии — мыс Флигели, а на Северном острове в архипелаге Новая Земля — крайняя восточная точка Европы, мыс Флиссингский.

### Полезные ископаемые и природные ресурсы
Полезные ископаемые на территории области имеют главным образом осадочное происхождение.
В 100 км севернее Архангельска на территории Приморского и Мезенского районов находятся крупнейшие в Европе месторождения алмазов (месторождение им. М. В. Ломоносова, месторождение им. В. Гриба).
В Ненецком автономном округе находятся значительные месторождения нефти и газа (Приразломное месторождение), особенно они значительны в северной части области, в Большеземельской тундре (Хыльчуюское, Инзырейское, Варандейское и др.), имеются месторождения каменного угля, огромные запасы торфа.
Разведаны и эксплуатируются месторождения бокситов (Иксинское в Плесецком районе).
Наиболее значительны месторождения гипсов (крупнейшее в России Звозское месторождение), известняков и ангидридов.
В долине реки Онеги, на Онежском полуострове и в ряде других мест имеются многочисленные солевые источники. На юге области, в Сольвычегодске, Коряжме, Шангалах залегают большие пласты каменной соли мощностью до 16 м.
На Новой Земле разведаны месторождения марганцевых и полиметаллических руд.
Известны месторождения строительных материалов, огнеупоров, красящих глин.

### Внутренние воды
В области густая сеть рек и озёр. Почти все реки (кроме Илексы и нескольких соседних) относятся к бассейну Северного Ледовитого океана. По крайней западной части области проходит континентальный водораздел между бассейнами Северного Ледовитого и Атлантического океанов. Крупнейшие реки: Северная Двина (с притоками Вычегда, Пинега и Вага), Онега, Мезень и Печора. На территории области около 2,5 тысяч озёр, особенно много их в бассейне Онеги и на крайнем северо-востоке. Наиболее крупные озёра — Лача, Кенозеро и Кожозеро.
В акватории Белого моря, прилегающей к берегам Архангельской области, развит сбор водорослей, которых в этих водах насчитывается 194 вида, в том числе ламинария, очень древняя группа растений анфельция, зостера и др.
В морских, речных и озёрных водах области широко практикуется промысловое и любительское рыболовство. Распространены ценные виды рыбы, такие как сёмга и горбуша (рыбы семейства лососёвых), стерлядь (семейство осетровых), ряд видов семейств тресковых (треска, навага), сельдевых (беломорская сельдь), камбалообразных (палтус, камбала), окунёвых (судак, окунь), щука, краснопёрка, чехонь и др.

### Архипелаги и острова
Архангельская область лидирует по количеству и общей площади островов среди субъектов РФ. В состав Архангельской области входят несколько крупных архипелагов (Новая Земля, Земля Франца-Иосифа, Соловецкие острова), а также множество крупных и мелких одиночных островов в Белом, Баренцевом, Печорском и Карском морях.
- Вайгач
- Виктория
- Земля Франца-Иосифа
- Кий-остров
- Колгуев
- Моржовец
- Мудьюгский
- Новая Земля
- Соловецкие острова

### Животный и растительный мир
Архангельская область большей частью входит в зоны тайги и тундры, исключение составляют входящие в зону арктических пустынь Северный остров Новой Земли, Земля Франца-Иосифа и остров Виктория. Северо-восточная часть области относится к зоне тундры, к мохово-лишайниковой и кустарниковой подзонам на тундрово-глеевых и тундрово-болотных почвах. Южнее зона лесотундры представлена сочетанием тундровых участков и редколесий на слабоподзолистых почвах. Около 53 % территории области занимают таёжные леса, местами заболоченные. Лесной фонд 285 тыс км², занятая лесом 21,8 млн га.

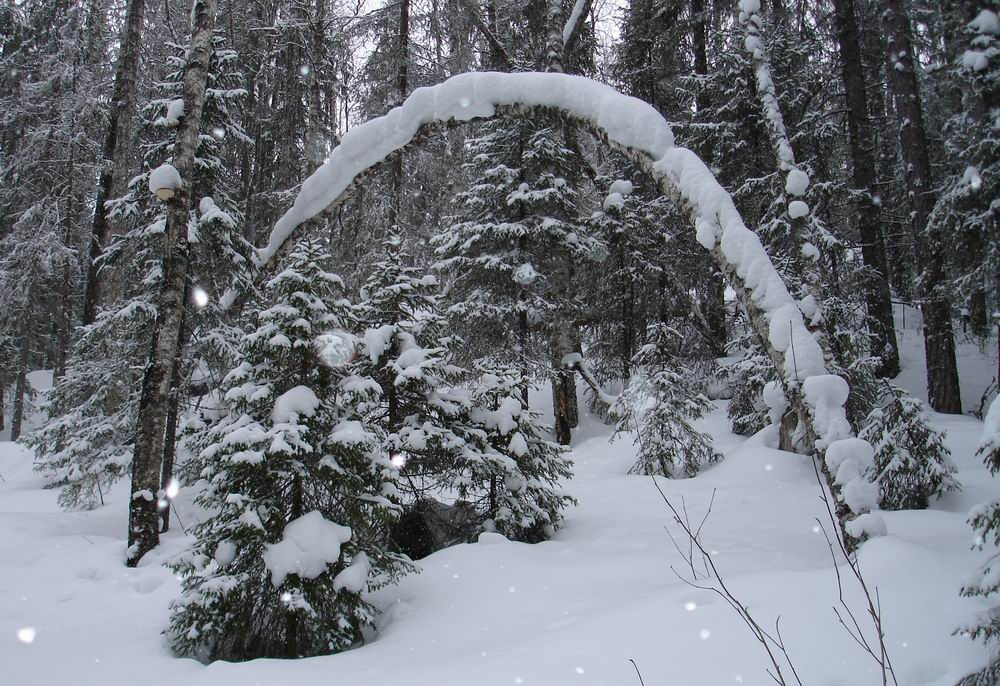
Пинежский лес

Самая распространённая порода лесов — ель сибирская, на втором месте сосна обыкновенная. Пихта сибирская образует незначительную примесь к еловым лесам в юго-восточной части области, а лиственница Сукачёва (другие названия — лиственница русская, лиственница архангельская) (подвид лиственницы сибирской) распространена в основном в качестве небольшой примеси к сосне и ели преимущественно в восточной и центральной частях, реже — в западной. Регулярно встречаются берёза бородавчатая, берёза пушистая и осина, часто образующие вторичные леса. Несколько меньше распространена ольха серая, ещё реже встречается ольха чёрная. В южной части области (подзона средней тайги), почти до 64° с. ш. на участках с плодородными почвами, в основном в подлеске, реже во втором и первом ярусах древостоя, отдельными деревьями и небольшими группами, иногда растут липа мелколистная, вяз гладкий, вяз шершавый, а на юго-западе изредка клён остролистный. Интересной природной достопримечательностью является единичное местонахождение дуба черешчатого в пойме реки Северной Двины на широте города Шенкурска (62° 06' с. ш.), т. е. более, чем на 2° севернее распространения этой древесной породы на водоразделах. О возможном наличии изолированных местонахождений ясеня обыкновенного и лещины обыкновенной в южных районах Архангельской области (за пределами их основных ареалов, северные границы которых находятся в Вологодской области) желательно провести уточняющие геоботанические исследования.
В лесах и тундрах Архангельской области распространены грибы, включая и белые грибы. Белый гриб — один из видов, наиболее далеко проникающих в арктическую зону, дальше него на север заходят только некоторые подберёзовики.
Брусника и клюква в Архангельской области обильно растут по сухим и сырым хвойным лесам и лиственным лесам, кустарникам, иногда на торфяных болотах. Из других ягод широко распространены черника, голубика, вороника, малина, морошка.
Из птиц в Архангельской области водятся тетерев, глухарь, рябчик, дятел, синица, снегирь, пищуха, белая и тундряная куропатки, а также занесённые в Красную книгу орлан-белохвост, скопа, беркут, бородатая неясыть, серый журавль.
Из арктических млекопитающих обычны белый медведь, морж, кольчатая нерпа, гренландский тюлень, северный олень, морской заяц-лахтак. Из зверей тайги характерны лось, олень, бурый медведь, рысь, росомаха, волк, лисица, белка, куница, норка, бобёр, ондатра, бурундук, заяц.

### Заповедники, заказники и национальные парки
На территории области расположен ряд охраняемых природных территорий:
- Пинежский заповедник,
- Кенозерский национальный парк,
- национальный парк «Русская Арктика»,
- национальный парк «Онежское Поморье»,
- 33 заказника,
- частично расположен Водлозерский национальный парк.

## Наука, образование и культура

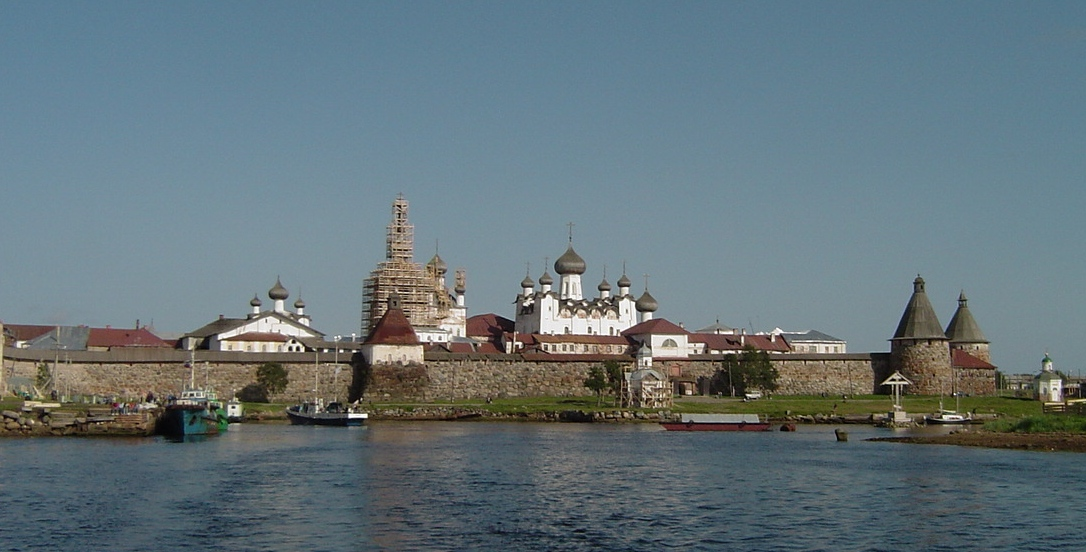
Соловецкий монастырь — монастырь Русской православной церкви, расположенный на Соловецких островах в Белом море

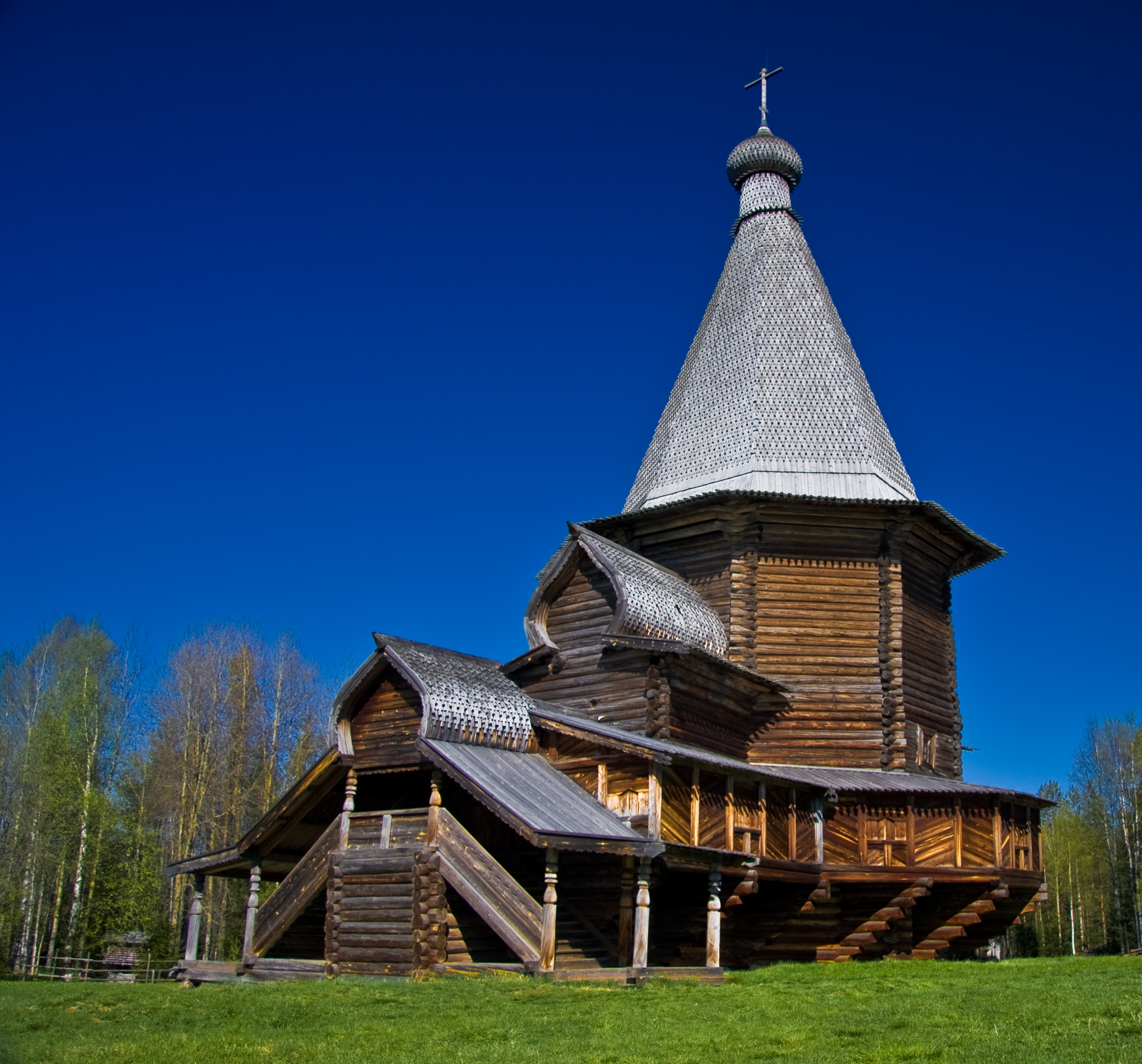
Георгиевская церковь в музее под открытым небом Малые Корелы

На территории Архангельской области действуют:
- 515 клубов;
- 465 публичных (общедоступных) библиотек Министерства культуры РФ, из них 364 в сельской местности; их общий фонд насчитывает 120 млн единиц хранения[13];
- 26 музеев (два из них, Соловецкий музей-заповедник и музей деревянного зодчества Малые Корелы, находятся в ведении Минкультуры России, см. также Список музеев Архангельской области);
- 5 театров, Поморская государственная филармония, Государственный академический Северный русский народный хор, Архангельский государственный камерный оркестр.

В 2010—2012 годах основные вузы Архангельской области объединены, согласно распоряжению Правительства РФ от 7 апреля 2010 года, в Северный (Арктический) федеральный университет имени М. В. Ломоносова.

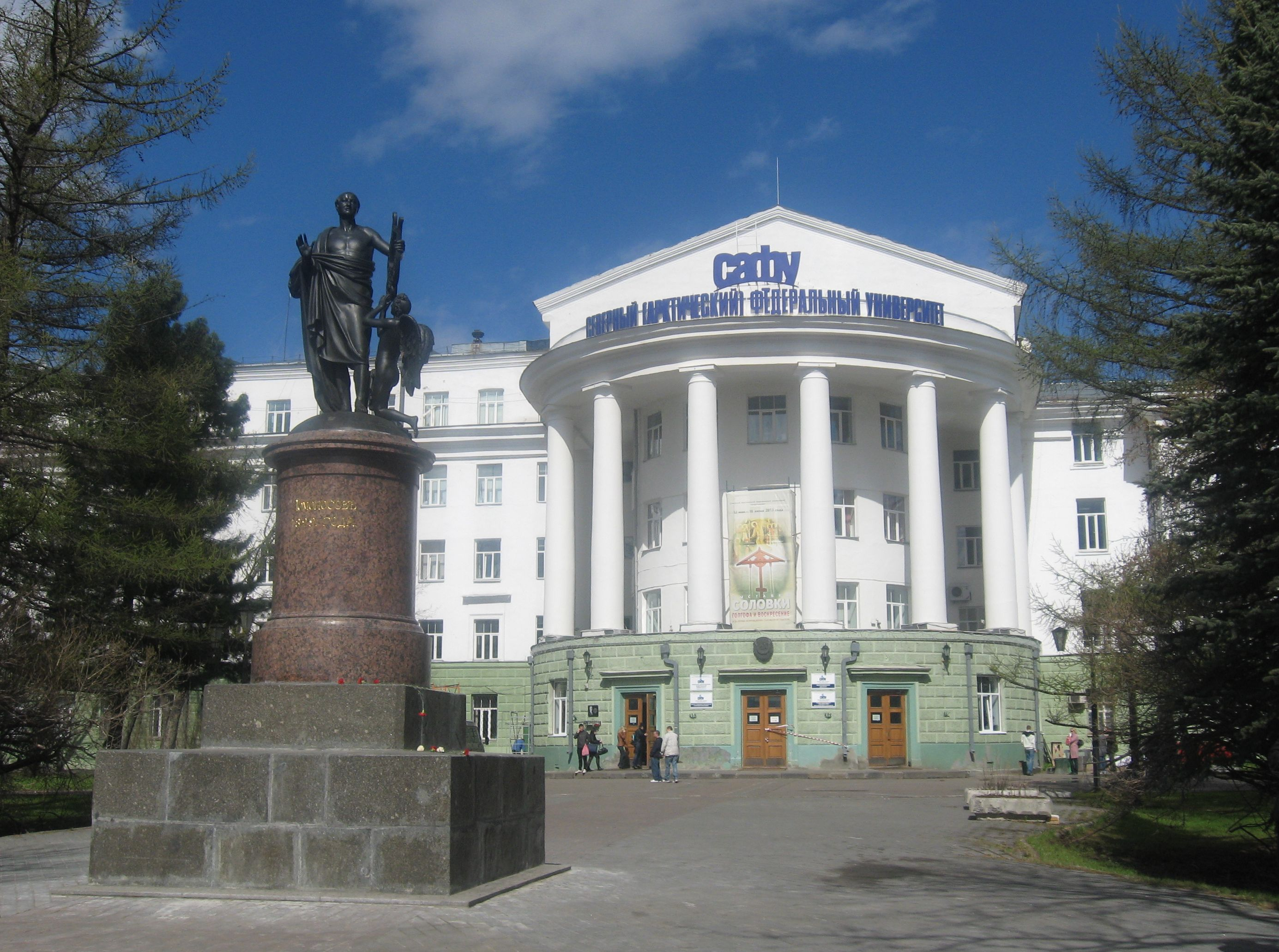
Главное здание Северного Арктического федерального университета

По состоянию на 2015 год в области осуществляли деятельность четыре местных вуза и несколько филиалов вузов, в том числе столичных.
Образовательную деятельность в области ведут ряд учреждений среднего профессионального образования.
В области работают 50 учреждений дополнительного образования детей (музыкальные, художественные школы и школы искусств), Архангельский областной центр повышения квалификации специалистов культуры, Научно-производственный центр по охране памятников истории и культуры, 2 парка культуры и отдыха.
Крупнейшей в области является Научная библиотека САФУ им. Ломоносова. Она обладает универсальным фондом документов на различных носителях, который в настоящее время насчитывает около 2,4 миллиона экземпляров. Кроме того, к числу крупных библиотек относятся Архангельская областная научная библиотека им. Н. А. Добролюбова (2,3 млн томов) и Архангельская областная детская библиотека им. А. П. Гайдара.

## Население

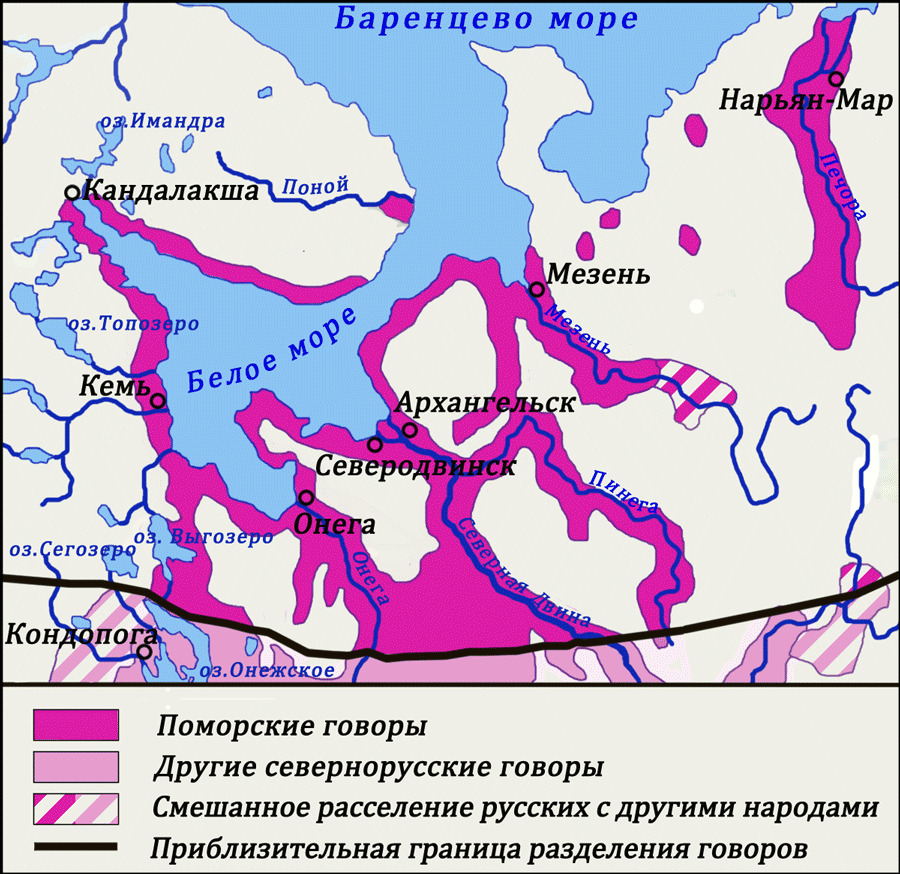
Севернорусские говоры на основе диалектологической карты 1915 года

Численность населения области по данным Росстата составляет 989 434 чел. (2025), 1 092 424 человек ( на 01.01.2020, без НАО). Плотность населения — 1,68 чел./км2 (2025).
Городское население — 
79,55 % (2022).
Изменение численности населения
Всё и городское население области (его доля) по данным всесоюзных и всероссийских переписей:

### Национальный состав
| Народ         | Численность | %     |
| ------------- | ----------- | ----- |
| Русские       | 1 146 806   | 95,41 |
| Украинцы      | 16 976      | 1,41  |
| Ненцы         | 8020        | 0,67  |
| Белорусы      | 5810        | 0,48  |
| Коми          | 4583        | 0,38  |
| Азербайджанцы | 2605        | 0,22  |
| Татары        | 2335        | 0,19  |
| Поморы        | 2015        | 0,17  |
| Чуваши        | 1357        | 0,11  |
| Армяне        | 1042        | 0,09  |

По итогам переписи населения 2020 года проживали следующие национальности (национальности менее 0,1 % и другое, см. в сноске к строке «Другие»):
| Национальность | Численность, чел. | Доля     |
| -------------- | ----------------- | -------- |
| Русские        | 832 604           | 81,60 %  |
| Ненцы          | 7035              | 0,69 %   |
| Украинцы       | 5324              | 0,52 %   |
| Коми           | 2855              | 0,28 %   |
| Белорусы       | 1852              | 0,18 %   |
| Азербайджанцы  | 1391              | 0,14 %   |
| Поморы         | 1318              | 0,13 %   |
| Татары         | 1229              | 0,12 %   |
| Другие         | 166 699           | 16,34 %  |
| Итого          | 1 020 307         | 100,00 % |

Демография
Архангельская область вошла в десятку регионов-лидеров по проценту смертности от COVID-19.

## Административно-территориальное деление

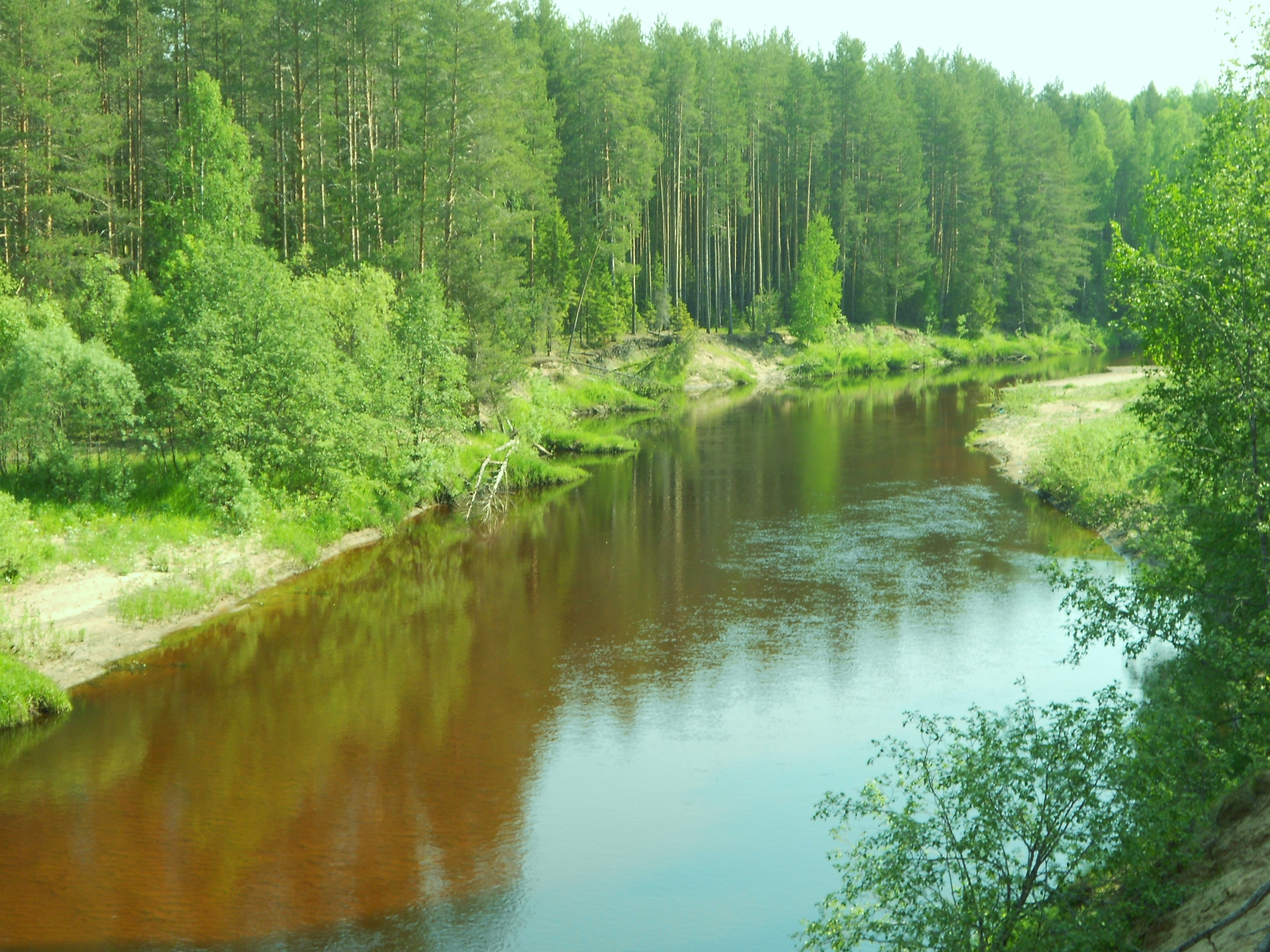
Вид на окрестности от Никольской церкви (Архангельская область, Котлас, ст. Гарь Новая)

Согласно Закону «Об административно-территориальном устройстве Архангельской области», субъект РФ включает следующие административно-территориальные единицы:
- 21 район;
- 7 городов областного значения (Архангельск, Коряжма, Котлас, Мирный, Новодвинск, Онега, Северодвинск);
- островные территории — Земля Франца-Иосифа и остров Виктория
- другие городские и сельские населённые пункты и иные административно-территориальные единицы Архангельской области[27].

В состав Архангельской области входит Ненецкий автономный округ — самостоятельный субъект РФ. В 2020 году активизировалось обсуждение возможности объединения регионов в перспективе.

### Города областного значения и районы
| №                          | Административно-территориальная единица | Население 2025             | Административный центр     | Население центра 2025      |
| Города областного значения | Города областного значения              | Города областного значения | Города областного значения | Города областного значения |
| -------------------------- | --------------------------------------- | -------------------------- | -------------------------- | -------------------------- |
| 1                          | Архангельск                             | ↘299 620                   | Архангельск                | ↘294 914                   |
| 2                          | Коряжма                                 | ↘34 002                    | Коряжма                    | ↘34 002                    |
| 3                          | Котлас                                  | ↘66 375                    | Котлас                     | ↘55 614                    |
| 4                          | Мирный (ЗАТО)                           | ↘27 174                    | Мирный                     | ↘27 174                    |
| 5                          | Новодвинск                              | ↘32 826                    | Новодвинск                 | ↘32 826                    |
| 6                          | Онега                                   | ↘16 449                    | Онега                      | ↘16 449                    |
| 7                          | Северодвинск                            | ↘156 310                   | Северодвинск               | ↘155 365                   |
| Районы                     |                                         |                            |                            |                            |
| 1                          | Вельский район                          | ↘45 261                    | город Вельск               | ↘21 406                    |
| 2                          | Верхнетоемский район                    | ↘11 299                    | село Верхняя Тойма         | ↘3390                      |
| 3                          | Вилегодский район                       | ↘8759                      | село Ильинско-Подомское    | ↘3254                      |
| 4                          | Виноградовский район                    | ↘12 647                    | посёлок Березник           | ↗5624                      |
| 5                          | Каргопольский район                     | ↘14 796                    | город Каргополь            | ↘8737                      |
| 6                          | Коношский район                         | ↘18 209                    | посёлок Коноша             | ↘10 317                    |
| 7                          | Котласский район                        | ↘17 228                    | город Котлас               |                            |
| 8                          | Красноборский район                     | ↘10 234                    | село Красноборск           | ↘4015                      |
| 9                          | Ленский район                           | ↘9879                      | село Яренск                | ↘3126                      |
| 10                         | Лешуконский район                       | ↘5231                      | село Лешуконское           | ↘3550                      |
| 11                         | Мезенский район                         | ↘7248                      | город Мезень               | ↘2832                      |
| 12                         | Новая Земля                             | ↗2360                      | Белушья Губа               | ↗2060                      |
| 13                         | Няндомский район                        | ↘22 889                    | город Няндома              | ↘18 146                    |
| 14                         | Онежский район                          | 7619                       | город Онега                |                            |
| 15                         | Пинежский район                         | ↘17 966                    | село Карпогоры             | ↘3404                      |
| 16                         | Плесецкий район                         | ↘33 589                    | посёлок Плесецк            | ↘8804                      |
| 17                         | Приморский район                        | 27 205                     | город Архангельск          |                            |
| 18                         | Соловецкий район                        | ↘794                       | пгт Соловецкий             | ↘808                       |
| 19                         | Устьянский район                        | ↘23 609                    | посёлок Октябрьский        | ↘9008                      |
| 20                         | Холмогорский район                      | ↘18 445                    | село Холмогоры             | ↘3394                      |
| 21                         | Шенкурский район                        | ↘10 681                    | город Шенкурск             | ↘4524                      |

На 1 января 2020 года, в рамках муниципального устройства области, в границах административно-территориальных единиц Архангельской области (без учёта Ненецкого автономного округа) всего образовано 211 муниципальных образований:
- 7 городских округов;
- 19 муниципальных районов;
  - 20 городских поселений;
  - 165 сельских поселений.

С 1 июня 2020 года Каргопольский район преобразован в муниципальный округ.
30 сентября 2020 года в муниципальный округ был преобразован Вилегодский район.
В результате указанных преобразований муниципальное устройство Архангельской области без учёта Ненецкого автономного округа выглядит так:
- 7 городских округов;
- 2 муниципальных округа;
- 17 муниципальных районов;
  - 19 городских поселений;
  - 147 сельских поселений.

С 4 июля 2021 года, в результате преобразования Верхнетоемского, Виноградовского и Плесецкого муниципальных районов в муниципальные округа, объединения нескольких сельских поселения и преобразования 1 городского поселения в сельское:
- 7 городских округов;
- 5 муниципальных округов;
- 14 муниципальных районов
  - 14 городских поселений;
  - 120 сельских поселений.

### Городские и муниципальные округа, муниципальные районы
| №                    | Муниципальное образование | Население        | Административный центр  | Население центра |
| Городские округа     | Городские округа          | Городские округа | Городские округа        | Городские округа |
| -------------------- | ------------------------- | ---------------- | ----------------------- | ---------------- |
| 1                    | Архангельск               | ↘299 620         | Архангельск             | ↘294 914         |
| 2                    | Коряжма                   | ↘34 002          | Коряжма                 | ↘34 002          |
| 3                    | Котлас                    | ↘66 375          | Котлас                  | ↘55 614          |
| 4                    | Мирный (ЗАТО)             | ↘27 174          | Мирный                  | ↘27 174          |
| 5                    | Новая Земля               | ↗2360            | Белушья Губа            | ↗2060            |
| 6                    | Новодвинск                | ↘32 826          | Новодвинск              | ↘32 826          |
| 7                    | Северодвинск              | ↘156 310         | Северодвинск            | ↘155 365         |
| Муниципальные округа |                           |                  |                         |                  |
| 1                    | Верхнетоемский            | ↘11 299          | село Верхняя Тойма      | ↘3390            |
| 2                    | Вилегодский               | ↘8759            | село Ильинско-Подомское | ↘3254            |
| 3                    | Виноградовский            | ↘12 647          | посёлок Березник        | ↗5624            |
| 4                    | Каргопольский             | ↘14 796          | город Каргополь         | ↘8737            |
| 5                    | Плесецкий                 | ↘33 589          | посёлок Плесецк         | ↘8804            |
| Муниципальные районы |                           |                  |                         |                  |
| 1                    | Вельский                  | ↘45 261          | город Вельск            | ↘21 406          |
| 2                    | Коношский                 | ↘18 209          | посёлок Коноша          | ↘10 317          |
| 3                    | Котласский                | ↘17 228          | город Котлас            | ↘55 614          |
| 4                    | Красноборский             | ↘10 234          | село Красноборск        | ↘4015            |
| 5                    | Ленский                   | ↘9879            | село Яренск             | ↘3126            |
| 6                    | Лешуконский               | ↘5231            | село Лешуконское        | ↘3550            |
| 7                    | Мезенский                 | ↘7248            | город Мезень            | ↘2832            |
| 8                    | Няндомский                | ↘22 889          | город Няндома           | ↘18 146          |
| 9                    | Онежский                  | ↘24 068          | город Онега             | ↘16 449          |
| 10                   | Пинежский                 | ↘17 966          | село Карпогоры          | ↘3404            |
| 11                   | Приморский                | ↗27 999          | город Архангельск       | ↘294 914         |
| 12                   | Устьянский                | ↘23 609          | посёлок Октябрьский     | ↘9008            |
| 13                   | Холмогорский              | ↘18 445          | село Холмогоры          | ↘3394            |
| 14                   | Шенкурский                | ↘10 681          | город Шенкурск          | ↘4524            |

### Населённые пункты
Численность населения Архангельской агломерации составляет около 660 тыс. чел.
Населённые пункты с численностью населения более 3000 человек
| Архангельск  | ↘294 914 |
| Северодвинск | ↘155 365 |
| Котлас       | ↘55 614  |
| Новодвинск   | ↘32 826  |
| Коряжма      | ↘34 002  |
| Мирный       | ↘27 174  |
| Вельск       | ↘21 406  |
| Нарьян-Мар   | ↘24 056  |
| Няндома      | ↘18 146  |
| Онега        | ↘16 449  |
| Вычегодский  | ↘10 817  |
| Коноша       | ↘10 317  |
| Плесецк      | ↘8804    |

| Каргополь    | ↘8737 |
| Октябрьский  | ↘9008 |
| Савинский    | ↘5596 |
| Искателей    | ↘7253 |
| Березник     | ↗5624 |
| Кулой        | ↘4696 |
| Шенкурск     | ↘4524 |
| Североонежск | ↘4697 |
| Красноборск  | ↘4015 |
| Карпогоры    | ↘3404 |
| Урдома       | ↘3932 |
| Лешуконское  | ↘3550 |
| Ерцево       | ↘4187 |

| Холмогоры             | ↘3394 |
| Уемский               | ↗4232 |
| Ильинско-Подомское    | ↘3254 |
| Яренск                | ↘3126 |
| Обозерский            | ↘3326 |
| Верхняя Тойма         | ↘3390 |
| Катунино              | ↘3562 |
| Шипицыно              | ↗3560 |
| Мезень                | ↘2832 |
| Талажский авиагородок | ↗3298 |
| Пинега                | ↗3786 |
| Приводино             | ↘3108 |

14 августа 2020 года врио губернатора Александр Цыбульский доложил Президенту РФ о сходе жилых домов со свай в Архангельской области и что в зоне риска 121 дом и 3 тыс. жителей. Владимир Путин отметил, что в Архангельской области на фоне кризиса, вызванного пандемией коронавируса, объёмы ввода жилья за первое полугодие 2020 года снизились на 23% относительно периода 2019 года.

## Экономика
Архангельская область — один из индустриальных регионов России. Объём промышленной продукции более чем в 14 раз превышает объём продукции сельского хозяйства.
В 2012 году журнал Коммерсантъ-Власть на основе данных за 2010—2012 гг. делает следующие расчёты по Архангельской области.
| Расходы бюджета на душу населения (руб. в год)                          | 41 327 |
| Среднемесячная зарплата (руб.)                                          | 26 660 |
| Средний размер пенсии (руб.)                                            | 11 424 |
| Средние цены на первичном рынке жилья (руб. / кв. м.)                   | 47 400 |
| Прожиточный минимум (руб.)                                              | 11 800 |
| Стоимость минимального набора продуктов питания (руб.)                  | 2914   |
| МРОТ (руб.)                                                             | 7500   |
| Уровень безработицы (% от численности экономически активного населения) | 20,7   |

На фоне эпидемии COVID-19, согласно данным Росстата, уровень безработицы в Архангельской области за период с апреля 2020 года по июнь 2020 года увеличился на 1,6 % к уровню безработицы 2019 года и составил 7,8 % к численности рабочей силы. В июне 2020 года количество ликвидированных организаций в Архангельской области превысило количество зарегистрированных организация в 2,3 раза.

### Промышленность
Основные промышленные центры Архангельской области: Северодвинск, Новодвинск, Котлас, Коряжма, Няндома, Вельск.
Крупнейшими предприятиями области по объёму выручки за 2015 год являлись ООО «Башнефть-Полюс», АО «Архангельский целлюлозно-бумажный комбинат», группа компаний «Титан», АО «Архангельскгеолдобыча» и АО «ННК-Печоранефть».

#### Энергетика
По состоянию на начало 2021 года, на территории Архангельской области эксплуатировались 10 тепловых электростанций общей мощностью 1605 МВт, а также более 40 расположенных в зоне децентрализованного энергоснабжения дизельных электростанций общей мощностью более 40 МВт. В 2020 году они произвели 6,3 млрд кВт·ч электроэнергии.

#### Северный центр судостроения и судоремонта
На территории области, в городе Северодвинске находится Севмаш, единственное (с 2011 года) предприятие в России, где строятся атомные подводные лодки.

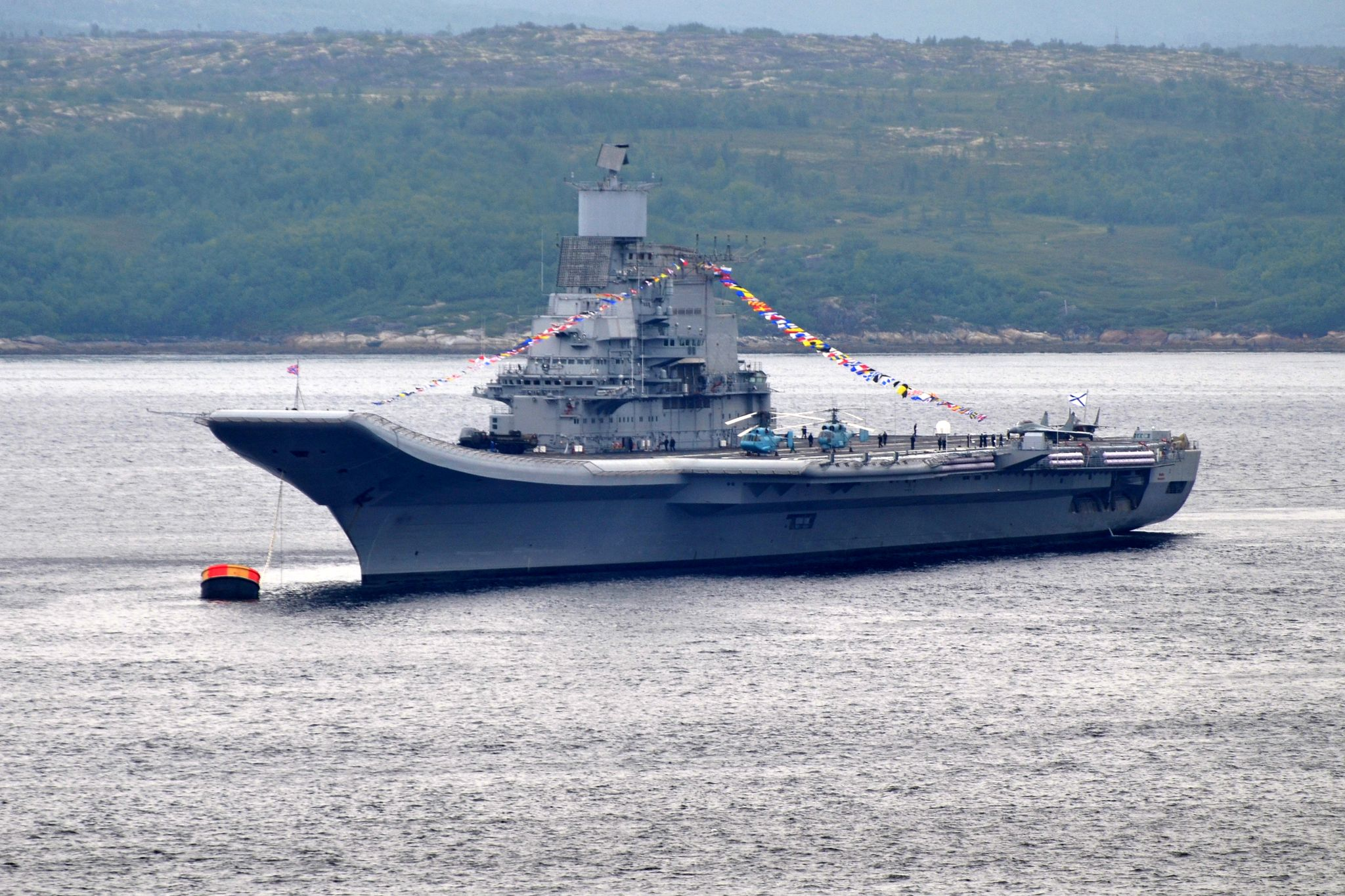
Авианосец Викрамадитья (заказчик ВМФ Индии) в Североморске на день ВМФ России 2012
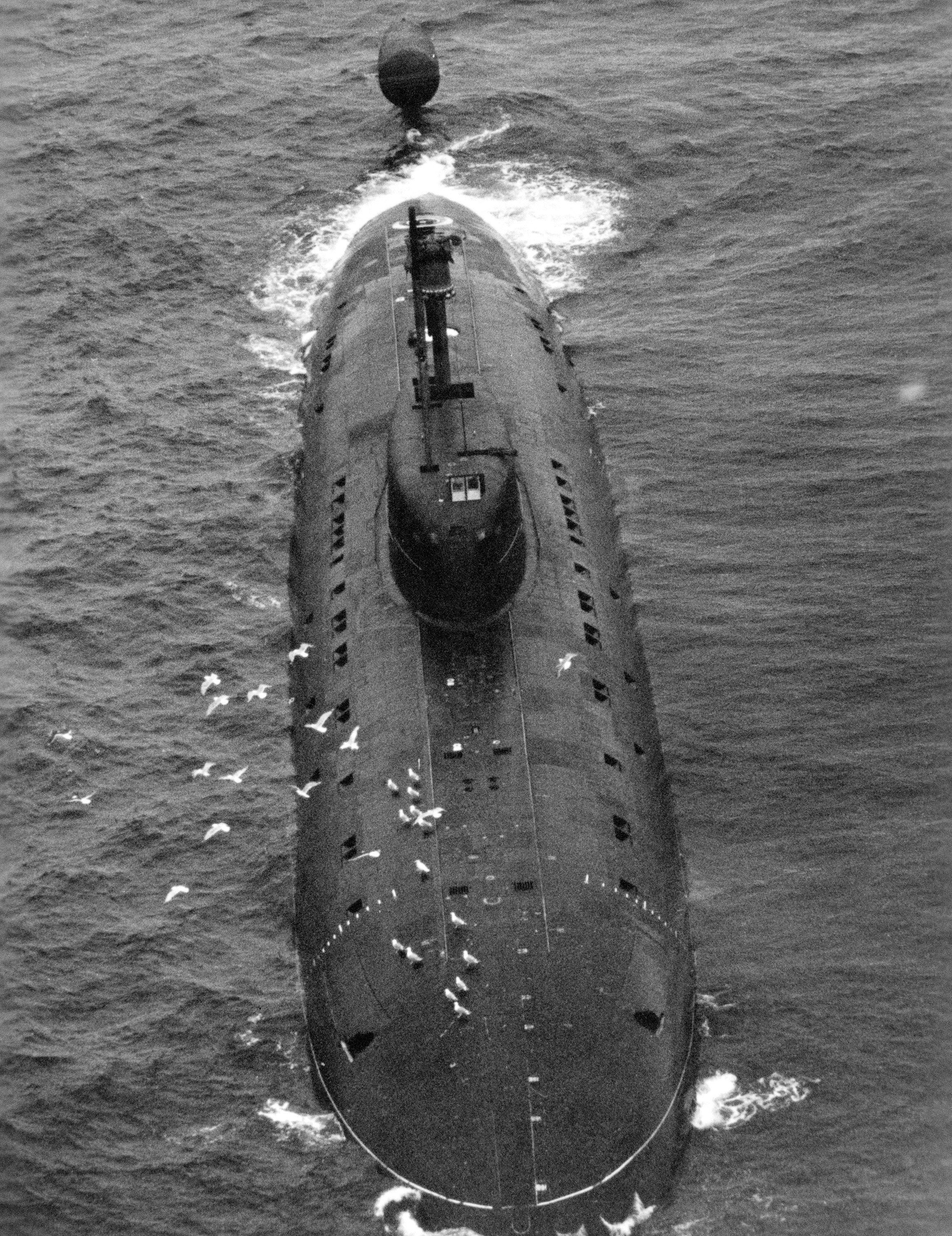
Атомоходы — подводные лодки проекта 945 «Барракуда», с прочным корпусом из титановых сплавов
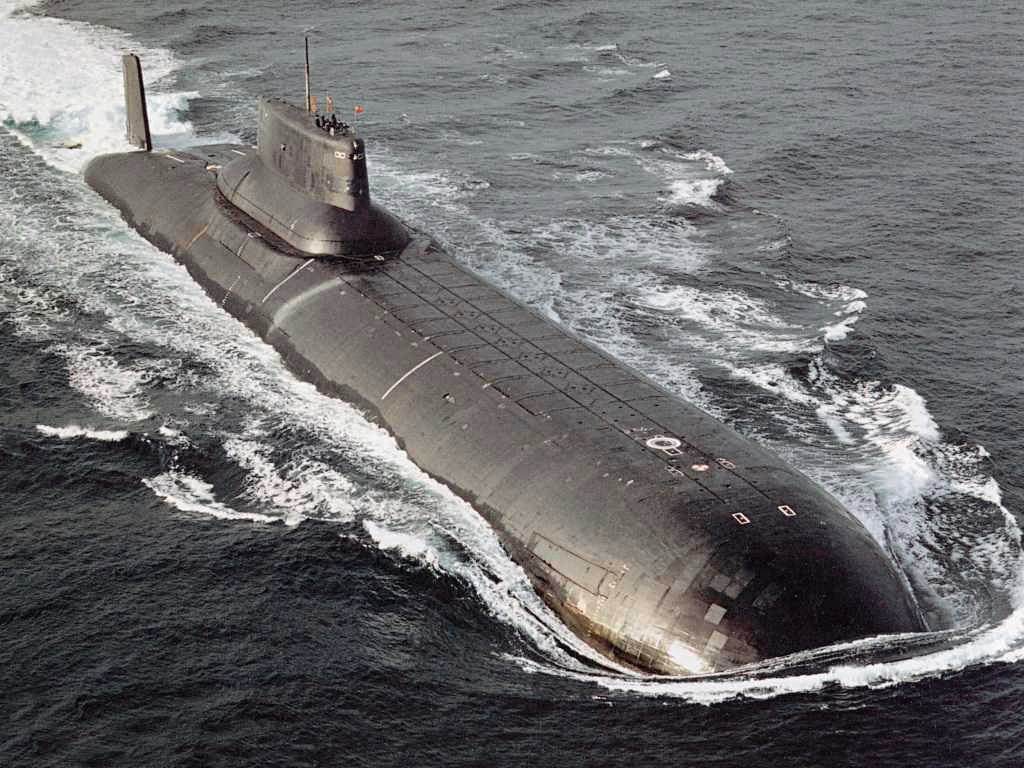
Атомный подводный ракетоносец «Акула»

#### Космодром Плесецк

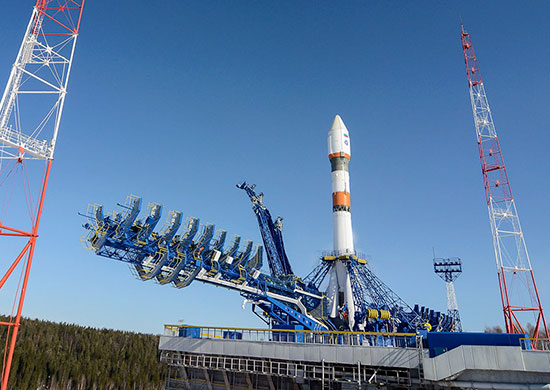
Запуск ракеты на космодроме Плесецк

На территории области, около города Мирного находится космодром Плесецк.

#### Рыбная, лесная, деревообрабатывающая и целлюлозно-бумажная промышленность

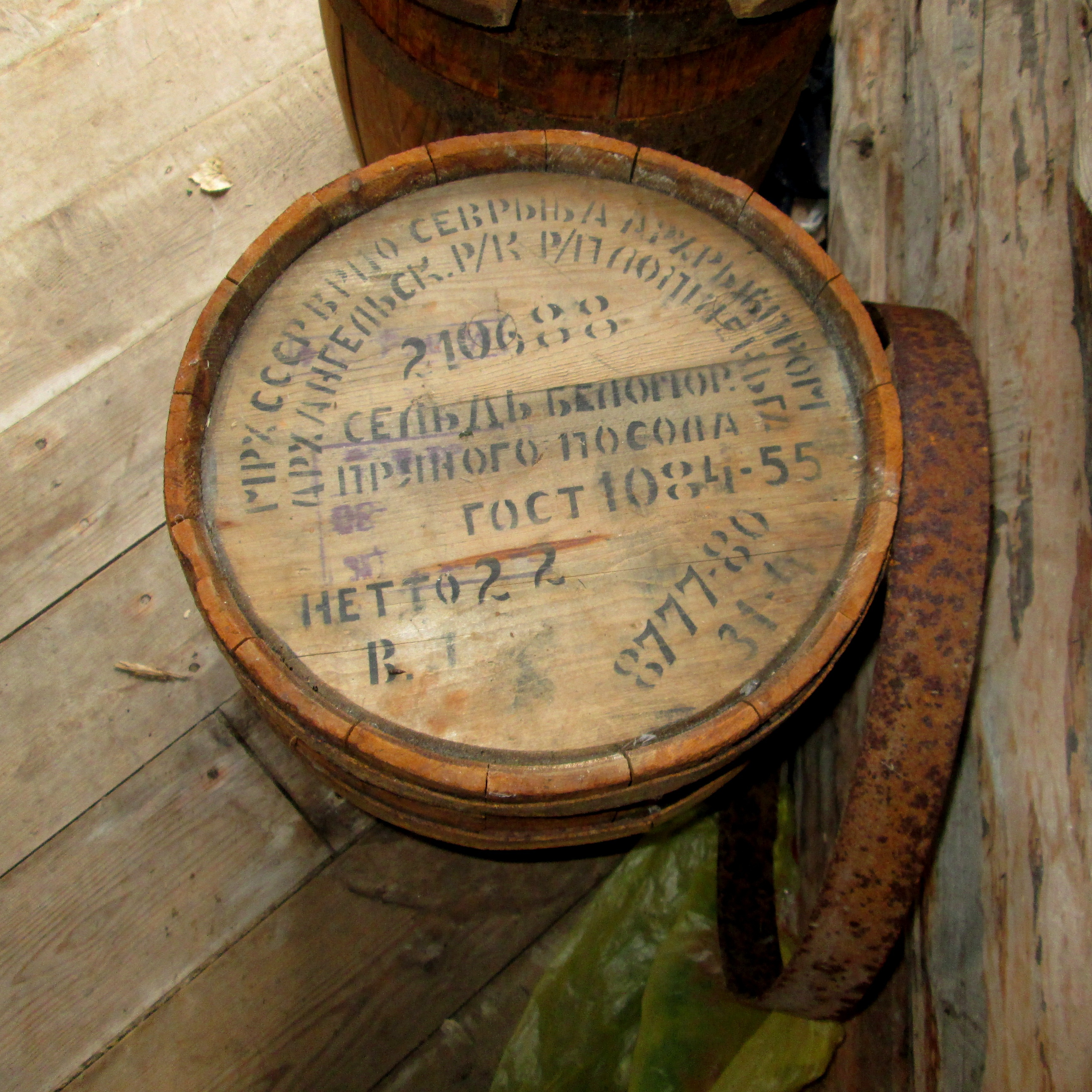
Бочка из-под беломорской сельди. Произведено в 1988 году Архрыбпромом

Архангельская область обладает развитой рыбной (Архангельский траловый флот), лесной, деревообрабатывающей (Группа компаний «УЛК», Лесозавод 25) и целлюлозно-бумажной промышленностью (Котласский целлюлозно-бумажный комбинат, Котласский химический завод, Архангельский ЦБК), имеется машиностроение (ПО «Севмаш», ЦС «Звёздочка», Котласский электромеханический завод, Соломбальский машиностроительный завод), выполняющее оборонный заказ, а также обслуживающее рыбную и деревообрабатывающую промышленности.

#### Природно-ресурсный потенциал области
Область располагает значительными неосвоенными запасами природных ресурсов: леса (эксплуатационный запас которых оценивается в 1,58 млрд м³, занимают территорию около 230 тыс. км²), нефть, газ, бокситы, титановые руды, золото, медно-никелевые и свинцово-марганцевые руды, полиметаллы, марганец, базальт.
В Архангельской области открыта единственная в Европе алмазоносная провинция. Здесь сосредоточено 20 % российских запасов алмазов. Идёт их промышленное освоение на месторождении им. М. В. Ломоносова (по утверждённым запасам месторождение занимает третье место в мире).
Разведаны и эксплуатируются месторождения бокситов (Иксинское в Плесецком районе), нефти и газа в Большеземельской тундре (Варандейское и др.)
Кроме того, доступ к морю открывает возможности использования биологических ресурсов и освоение шельфа.
Основные недостатки: труднодоступность и суровые климатические условия.

#### Сельское хозяйство
Ведущей отраслью животноводства является молочно-мясное скотоводство. Именно в Архангельской области была выведена и наиболее распространена высокопродуктивная холмогорская порода крупного рогатого скота. В области также разводят свиней, овец, коз, птицу и (на севере области) северных оленей. Распространено звероводство.
Площадь сельскохозяйственных угодий составляет около 584 тысяч гектаров. Пашня составляет 46 % используемых в сельском хозяйстве земель. Область расположена в зоне рискованного земледелия. Основными культурами являются картофель и овощи. Растениеводство ориентировано на удовлетворение потребностей области, главные сельскохозяйственные районы расположены на юге области.
| тыс. гектар | 331 | 295,1 | 273,3 | 215,6 | 134,5 | 104,4 | 77,0 | 65,6 |

#### Связь
- Альтернативный оператор фиксированной связи «ПетерСтар», вошёл в структуру «Мегафона»;
- ОАО «Северо-Западный Телеком» (телефонная, междугородная связь и ШПД) вошёл в макрорегион «Северо-Запад» Ростелекома;
- ЗАО «Комстар-Регионы» (телевизионные кабельные сети и ШПД) вошло в группу компаний «МТС»;
- ООО «Архангельская телевизионная компания» (телевизионные кабельные сети и ШПД);
- ООО «СЦС Совинтел» (телефонная, междугородная, сотовая связь и ШПД) вошло в группу компании «Билайн».

## Транспорт
Транспортная освоенность территории невысокая. На автотранспорт приходится около половины общего объёма перевозимых грузов и 95 % всех перевозимых пассажиров.

### Железные дороги

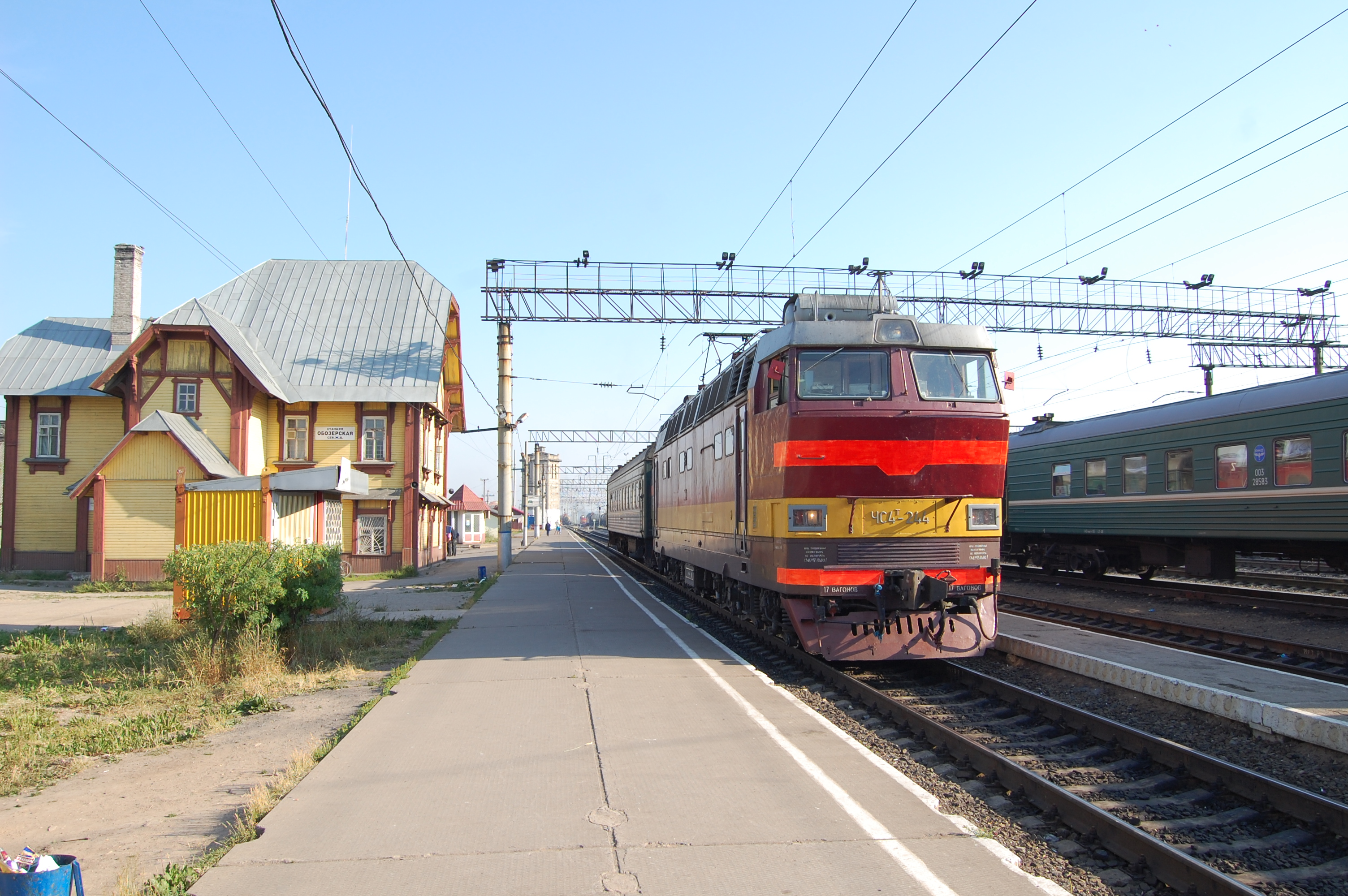
Станция Обозерская Северной железной дороги

Общая длина железных дорог федерального и регионального значения, проходящих по территории Архангельской области, составляет 1760 километров, все они относятся к Северной железной дороге. Главной железнодорожной магистралью области является трасса «Архангельск — Москва». Её часть от Москвы до станции Обозерская электрифицирована, на участке от Обозерской до Архангельска используется тепловозная тяга.
По территории области проходят также:
- участок «Коноша — Котлас — Межог» железнодорожной магистрали федерального значения «Москва — Ярославль — Вологда — Котлас — Микунь — Ухта — Воркута — Лабытнанги»
- участок «Котлас — Киров» железнодорожной магистрали регионального значения «Ухта — Сыктывкар — Котлас — Киров» и «Архангельск — Котлас — Киров»
- участок «Обозерская — Беломорск», обеспечивающий связь Архангельска с Мурманском
- участок «Котлас — Великий Устюг»
- линия «Архангельск — Карпогоры»

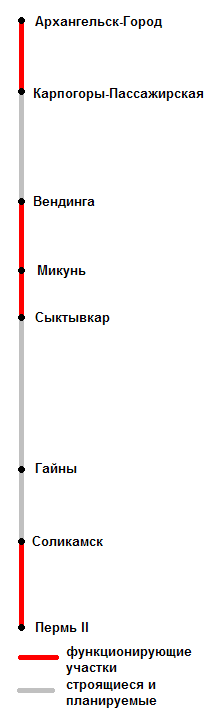
Схема Белкомура

Железнодорожная станция Карпогоры Архангельского отделения Северной железной дороги является конечным пунктом железнодорожной линии «Архангельск — Карпогоры». В перспективе железнодорожная линия от станции Карпогоры будет продолжена до Вендинги (Республика Коми), как часть планируемой перспективной железной дороги Российской Федерации «Белкомур». Белкомур — это кратчайший путь, связывающий промышленные районы Сибири с морским портом в Архангельске. Он поможет разгрузить существующие железные дороги — Горьковскую, Свердловскую, Северную и Октябрьскую. Будет создана полностью электрифицированная железнодорожная магистраль, параллельная Транссибу и проходящая севернее нынешних главных транспортных магистралей страны. Планируемая протяжённость магистрали — 1252 км, из них новое строительство — 712 км, оставшаяся часть — уже существующие участки.

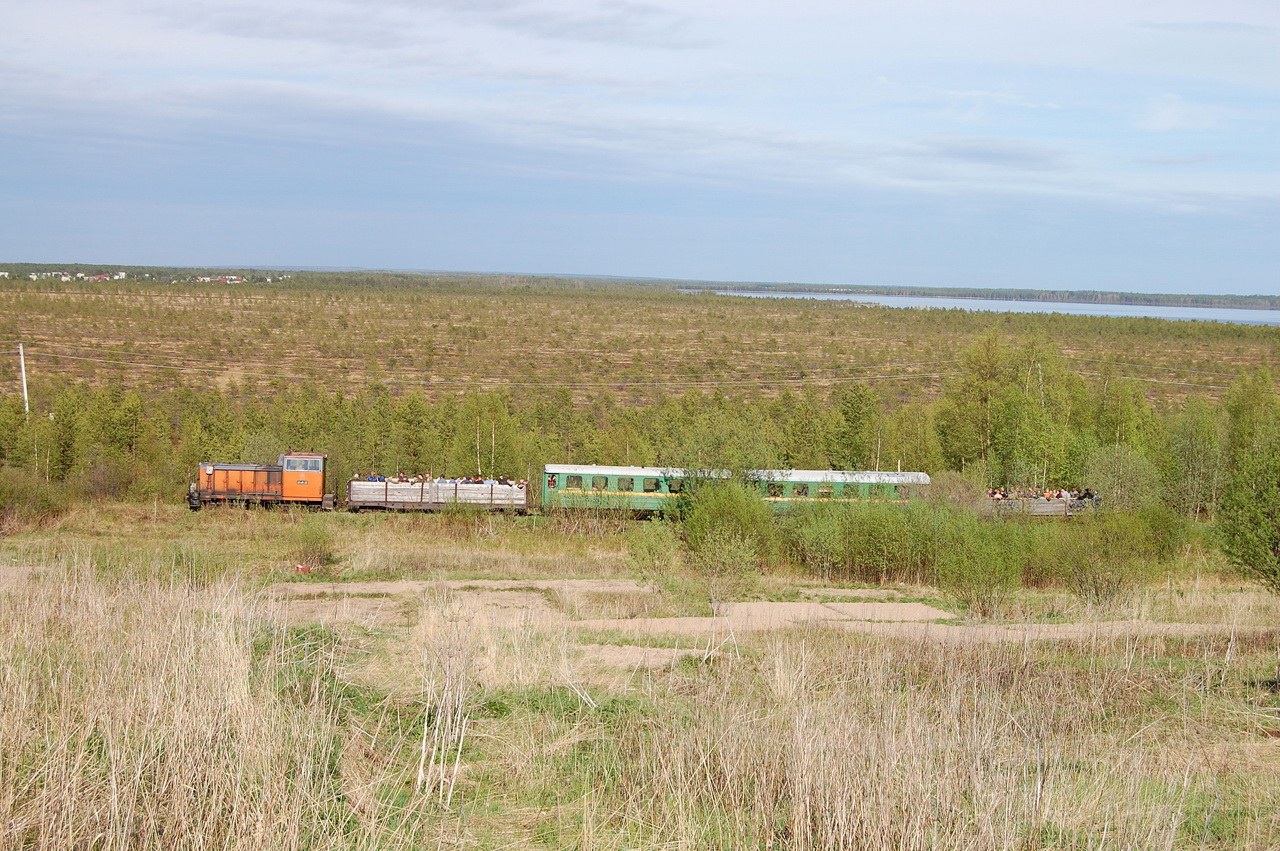
Кудемская узкоколейка

Кроме ширококолейных дальнемагистральных железных дорог, в области действует ряд узкоколейных железных дорог местного значения, использующихся для вывоза леса и пассажирского сообщения. Архангельская область когда-то являлась одной из самых насыщенных узкоколейками регионов СССР. В настоящее время действуют Нюбская, Удимская, Авнюгская, Кудемская, Лойгинская, Ивакшанская, Куликовская, Липаковская, Конецгорская, Зеленниковская и некоторые другие узкоколейные железные дороги.

### Автомобильные дороги

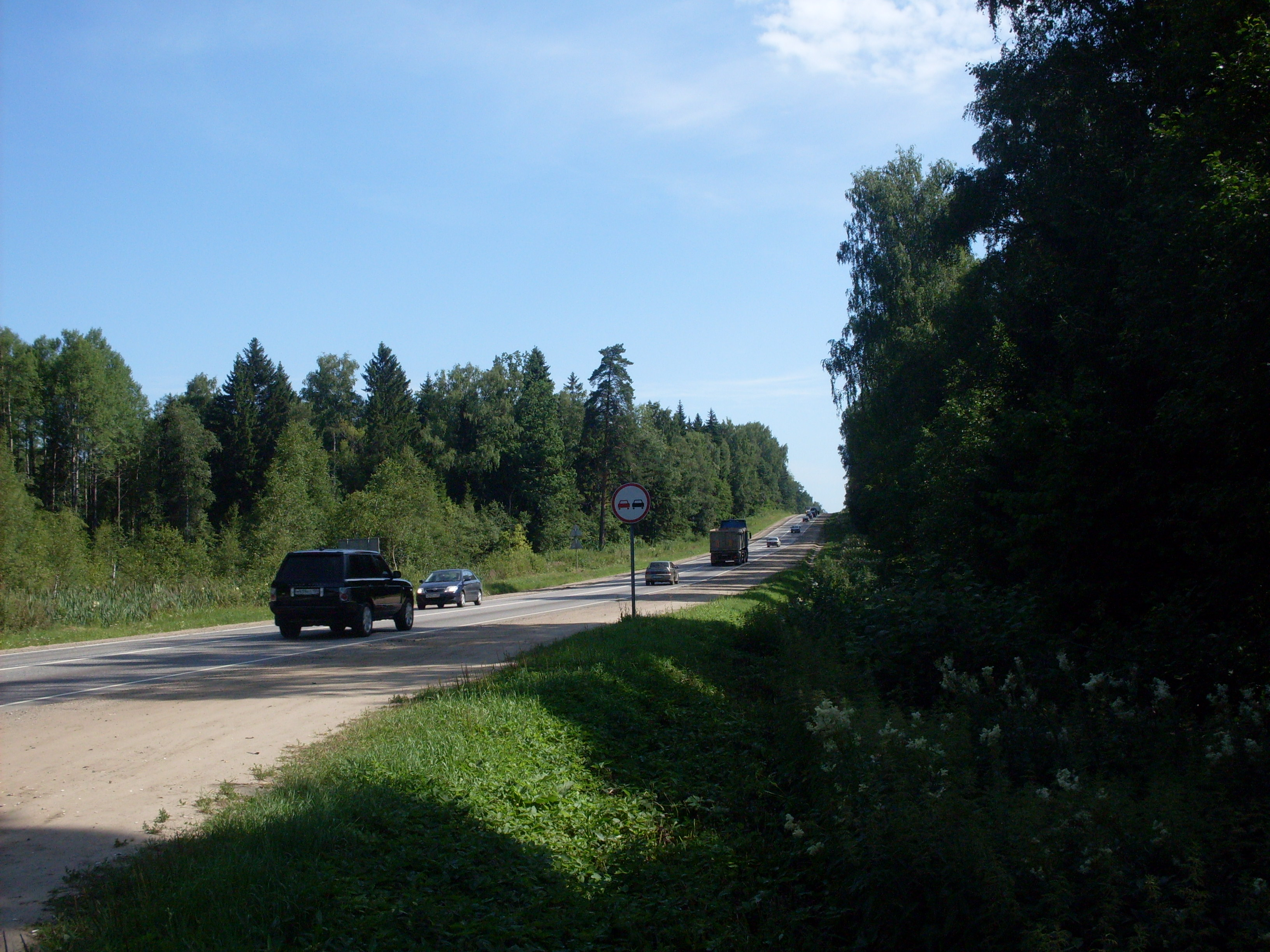
М8 Холмогоры

Длина автодорог с твёрдым покрытием составляет 6889,1 километра. Главной автомагистралью области является автомобильная дорога федерального значения М8 «Холмогоры» (Москва — Ярославль — Вологда — Архангельск).
Второй по значению автомобильной магистралью должна стать новая федеральная автотрасса А215 «Лодейное поле — Вытегра — Прокшино — Плесецк — Брин-Наволок». «Автомобильная дорога обеспечивает подъезд к космодрому Плесецк от автомобильных дорог общего пользования федерального значения М8 „Холмогоры“ Москва — Ярославль — Вологда — Архангельск, Р21 „Кола“ Санкт-Петербург — Петрозаводск — Мурманск — Печенга — граница с Королевством Норвегия, А119 Вологда — Медвежьегорск — автомобильная дорога Р21 „Кола“, а также соединяет административные центры субъектов Российской Федерации — города Санкт-Петербург и Архангельск», — говорится в пояснительной записке к законопроекту Минтранса. Предполагается, что после реконструкции и строительства отдельных участков дороги путь по прямой из Архангельска в Санкт-Петербург сократится на 350 км, а общая протяжённость новой автотрассы составит около 655 км.
С 2021 года по территории области проходит ещё одна федеральная автодорога А123 «Чекшино – Тотьма – Котлас – Куратово» протяжённостью около 195 километров в границах региона. Трасса имеет выход на М8 и связывает Вологодскую и Архангельскую область с Республикой Коми. Часть этой автотрассы раньше входила в состав региональной автомобильной магистрали Р157 «Урень – Шарья – Никольск – Котлас». В 2024 году её также планируют передать в федеральную собственность.
Региональные автомобильные магистрали
- Р1 «Брин-Наволок — Каргополь — Вытегра — Прокшино». Автомобильная дорога регионального значения, связывающая центральные районы Архангельской области с северо-западной частью Вологодской области.
- Р2 «М8 (Долматово) — Няндома — Каргополь». Автомобильная дорога начинается с пересечения с автодорогой «Холмогоры» (М8) в районе деревни Екимово Пуйского сельского поселения в Вельском районе (около Долматова). Затем дорога проходит через Няндому и заканчивается в районе Каргополя.

### Морские и речные перевозки

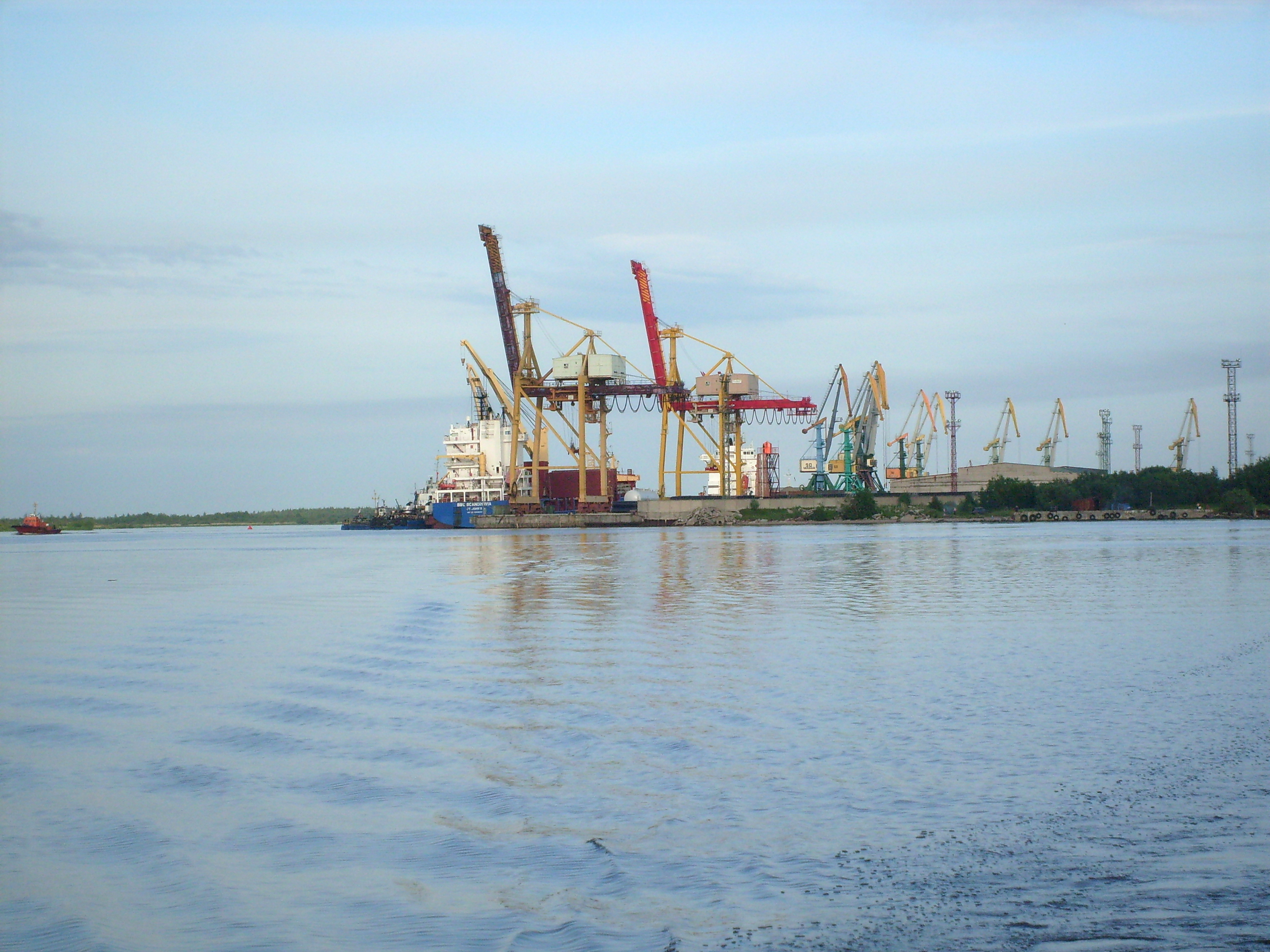
Терминал Экономия на севере Архангельска

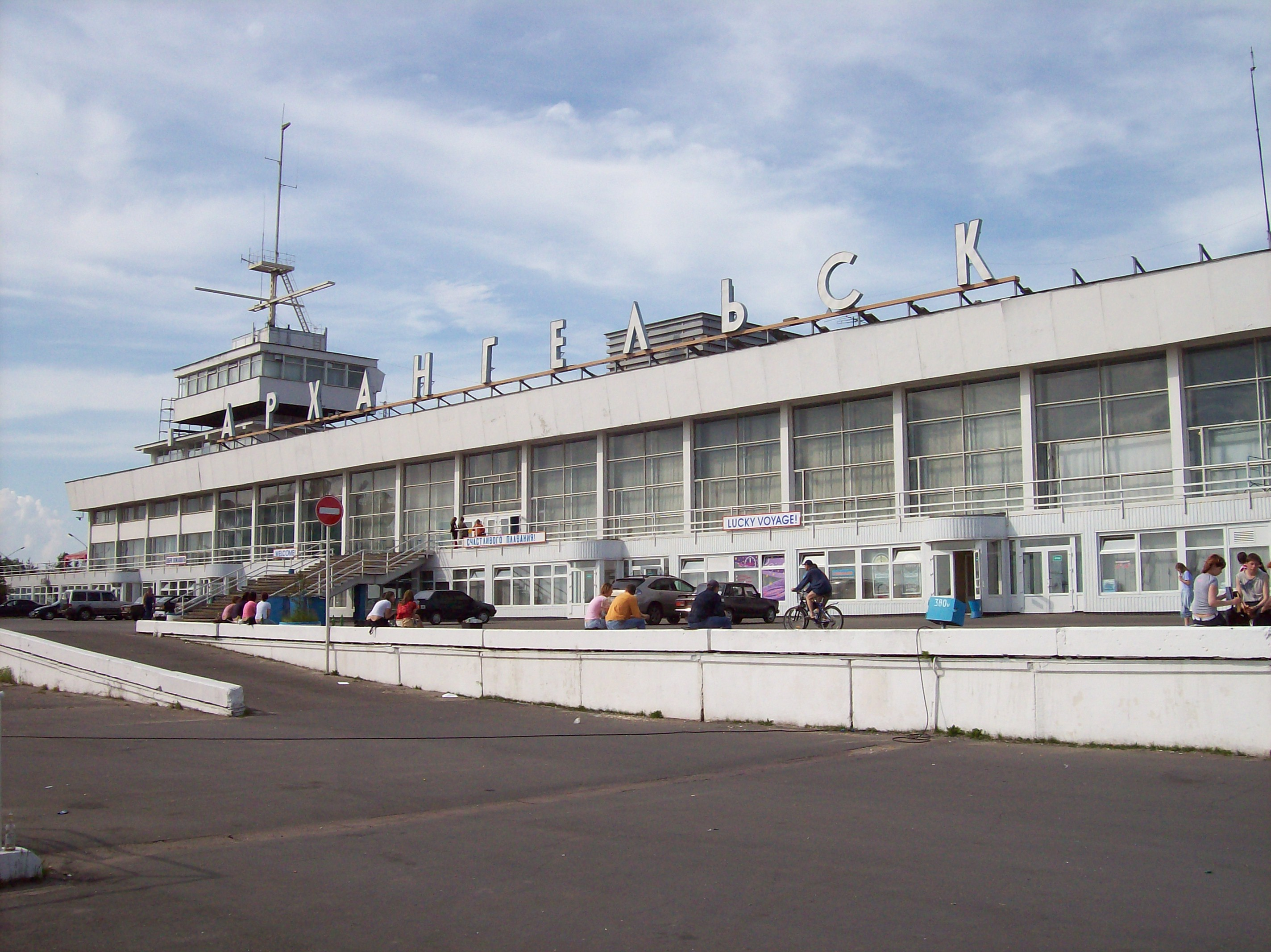
Морской-речной вокзал в центре Архангельска

Общая протяжённость судоходных речных путей области 3800 километров, сплавных путей более 9000 километров.
Основной водно-транспортной системой является река Северная Двина с основными притоками (Малая Северная Двина и Вычегда).
Морские и речные порты: Архангельск, Онега, Мезень, Котлас (речной порт).
Регулярного пассажирского сообщения дальнего следования по Северной Двине и другим рекам области в настоящее время нет, речной пассажирский флот и пристани, активно обслуживавшие пассажиров во времена СССР и в 1990-е годы, распроданы или разрушены. Работают только переправы местного значения (в Архангельске и в других населённых пунктах).

### Авиаперевозки и аэропорты

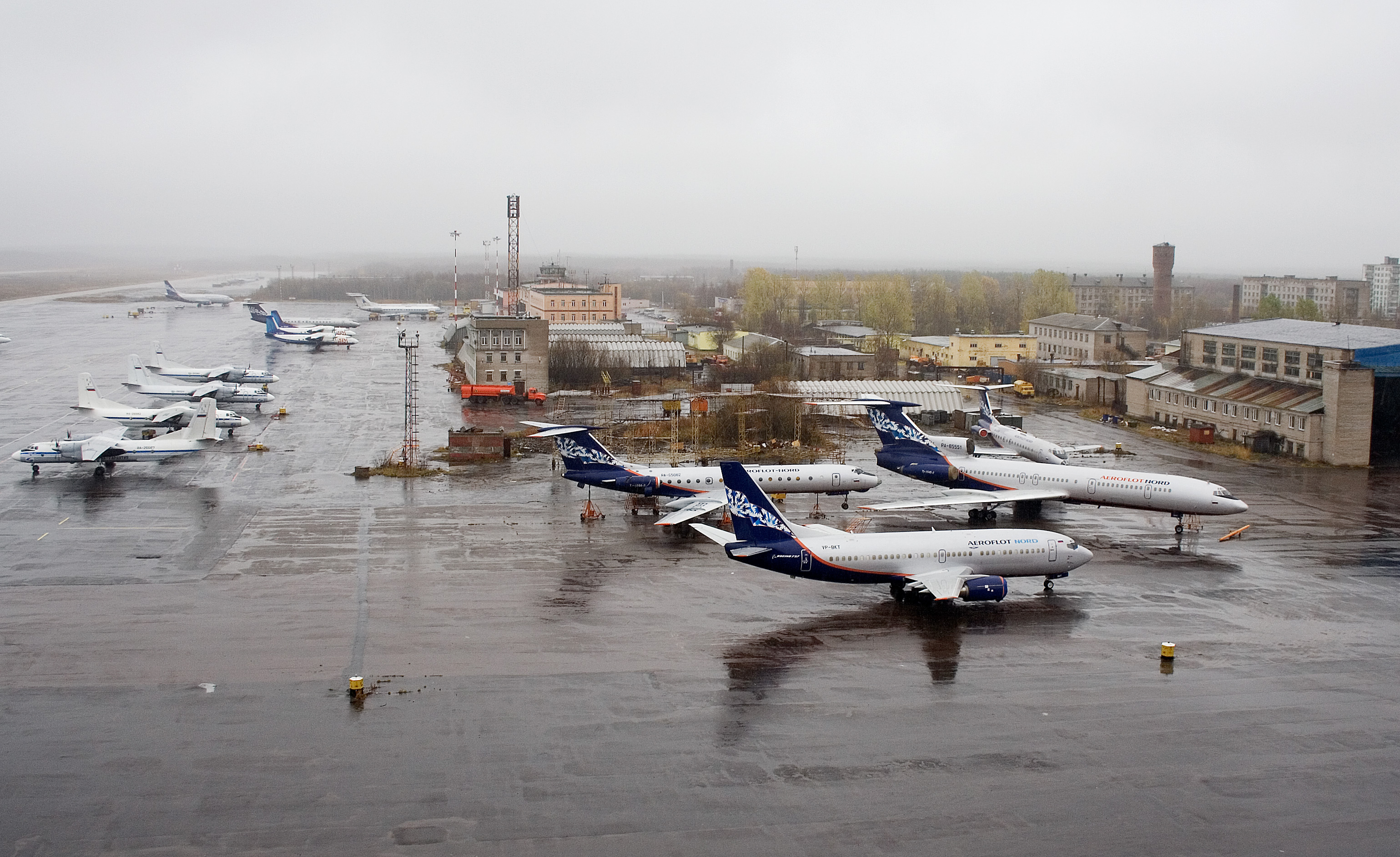
Аэропорт Талаги. Вид на перрон и здание аэровокзала

В области действуют международный аэропорт Талаги (Архангельск) имени Фёдора Абрамова (код IATA — ARH, код ICAO — ULAA) и аэропорт в Нарьян-Маре, аэропорт в Котласе.
Аэропорты с короткой полосой действуют на Соловецких островах, в Лешуконском, Мезени, Онеге. В Архангельске также действует аэропорт местных авиалиний Васьково.

### Газопроводы
По юго-востоку области проходит магистральный газопровод Тюменская область — Ухта (Республика Коми) — Грязовец (Вологодская область).
Газопровод «Нюксеница (Вологодская область) — Архангельск» обеспечивает подачу газа в Архангельскую область с месторождений на территории Тюменской области и Ухты (Республика Коми).

## Законодательная власть

### Областное Собрание депутатов

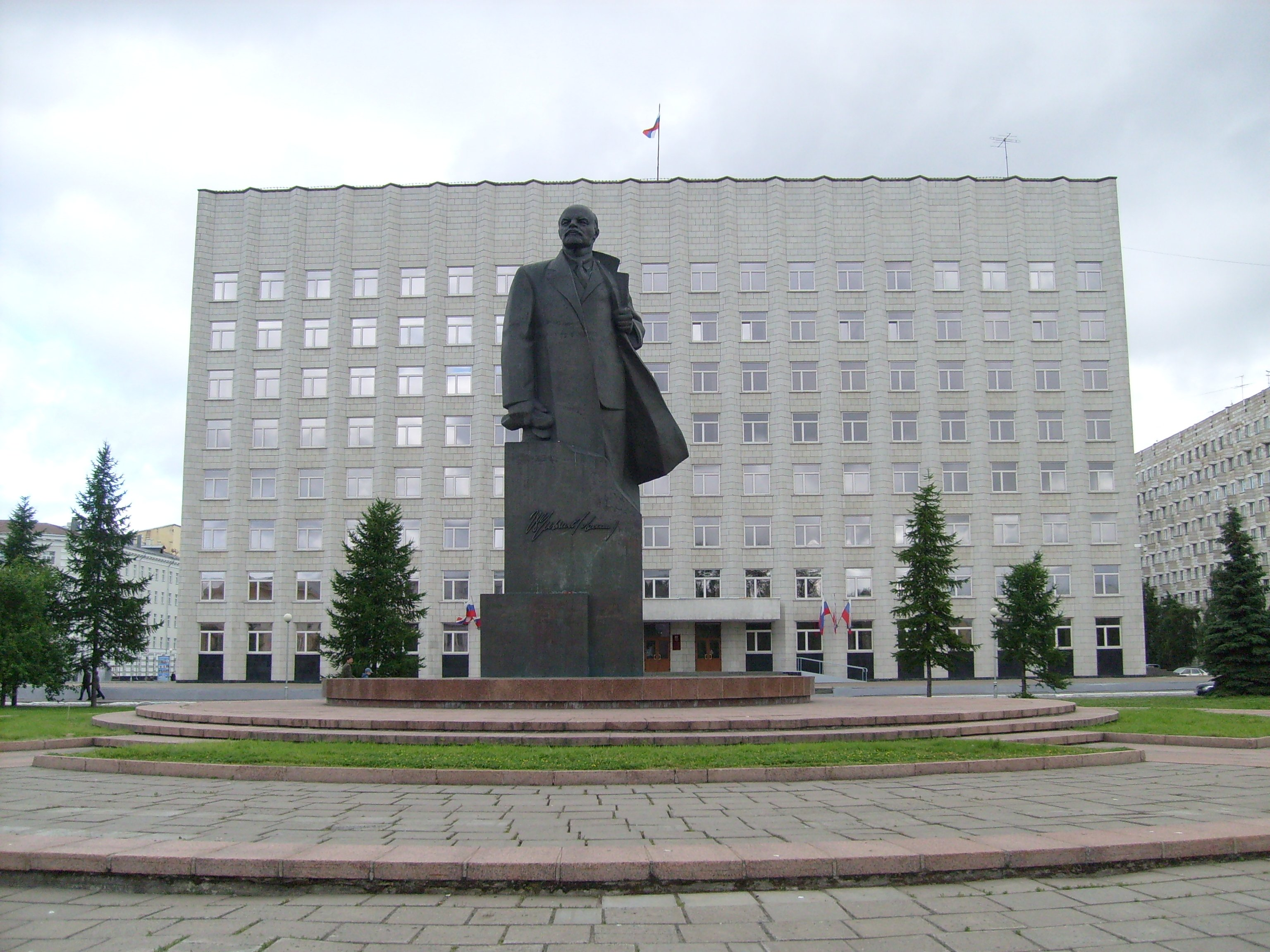
Областное Собрание депутатов

8 сентября 2013 в области состоялись очередные выборы депутатов в законодательное Архангельское областное Собрание депутатов. Результаты выборов по партиям:
- Единая Россия — 40,66 %,
- КПРФ — 12,89 %,
- ЛДПР — 12,24 %.
- Справедливая Россия — 10,50 %,
- Партия «Родина» — 6,18 %.

Областное Собрание депутатов шестого созыва приступило к работе 25 сентября 2013 года.
Председателем Архангельского областного Собрания депутатов избран Виктор Феодосьевич Новожилов, избранный по единому избирательному округу от Архангельского регионального отделения Всероссийской политической партии «Единая Россия» (региональная часть «Одномандатный избирательный округ № 10»).
Сформированы фракции партий:
- во фракцию Единая Россия вошли 45 депутатов, фракцию возглавил Виталий Фортыгин,
- во фракцию КПРФ вошли 6 депутатов, её руководителем избран Александр Новиков,
- во фракцию ЛДПР вошли 4 депутата, ею руководит Ольга Осицына,
- во фракцию «Справедливая Россия» вошли 3 депутата, возглавила её Татьяна Седунова,
- во фракцию «Родина» вошли 2 депутата, её руководителем стал Владимир Петров.

### ЧленыСовета Федерацииот области
- Виктор Николаевич Павленко, представитель от исполнительного органа государственной власти Архангельской области. Дата подтверждения полномочий: 25 сентября 2015 года. Срок окончания полномочий: сентябрь 2020 года.
- Людмила Павловна Кононова, представитель от законодательного (представительного) органа государственной власти Архангельской области. Дата подтверждения полномочий: 25 сентября 2013 года. Срок окончания полномочий: сентябрь 2018 года.

### ДепутатыГосударственной Думыот области
Депутатами Государственной Думы России, как представителей Архангельской области и членов партий России, в настоящем созыве являются:
- Спиридонов, Александр Юрьевич (партия «Единая Россия»);
- Вторыгина, Елена Андреевна (фракция «Единая Россия»);
- Епифанова, Ольга Николаевна (партия «Справедливая Россия»);
- Палкин, Андрей Васильевич (партия «Единая Россия»).

## Уроженцы-герои
См. также Категория:Родившиеся в Архангельской области, Категория:Родившиеся в Архангельской губернии

### Герои Советского Союза
- Алпаидзе, Галактион Елисеевич (1916—2006) — генерал-лейтенант, начальник космодрома Плесецк с 1962 по 1975 годы, Герой Советского Союза.
- Кузнецов, Николай Герасимович (1904—1974) — советский военно-морской деятель, Главнокомандующий ВМФ РККА и Военно-морской министр СССР, Адмирал Флота Советского Союза, Герой Советского Союза.
- Шабалин, Александр Осипович (1914—1982) — контр-адмирал, дважды Герой Советского Союза.
- Галушин Прокопий Иванович (1925—1945) — разведчик пешей разведки 332-го гвардейского стрелкового полка, Герой Советского Союза.

### Герои Социалистического Труда
- Егоров, Евгений Павлович (1908—1982) — выдающийся инженер-кораблестроитель и учёный в области атомного подводного кораблестроения СССР, организатор и крупный руководитель промышленности, доктор технических наук, профессор, Герой Социалистического Труда, с 1952 по 1972 г. директор завода № 402 в г. Молотовск (ныне — г. Северодвинск), построившего первую в СССР атомную подводную лодку, Почётный гражданин г. Северодвинска.
- Просянкин, Григорий Лазаревич (1920—1998) — инженер-кораблестроитель, руководитель крупнейших предприятий судостроительной промышленности СССР, с 1957 по 1972 гг. — директор завода «Звёздочка», с 1972 по 1986 гг. директор ПО «Севмашпредприятие», Герой Социалистического Труда, лауреат Государственной премии СССР, Почётный гражданин г. Северодвинска.
- Савченко, Иван Михайлович (1919—1984) — инженер-кораблестроитель, в 1962—1974 гг. — главный инженер  ПО «Севмашпредприятие», Герой Социалистического Труда, Лауреат Ленинской премии, Почётный гражданин г. Северодвинска.

### Герои России
- Пашаев, Давид Гусейнович (1940—2010) — президент Государственного российского Центра атомного судостроения (ГРЦАС), Генеральный директор ПО «Севмашпредприятие» с 1988 по 2004 годы, Герой России.

## Достопримечательности

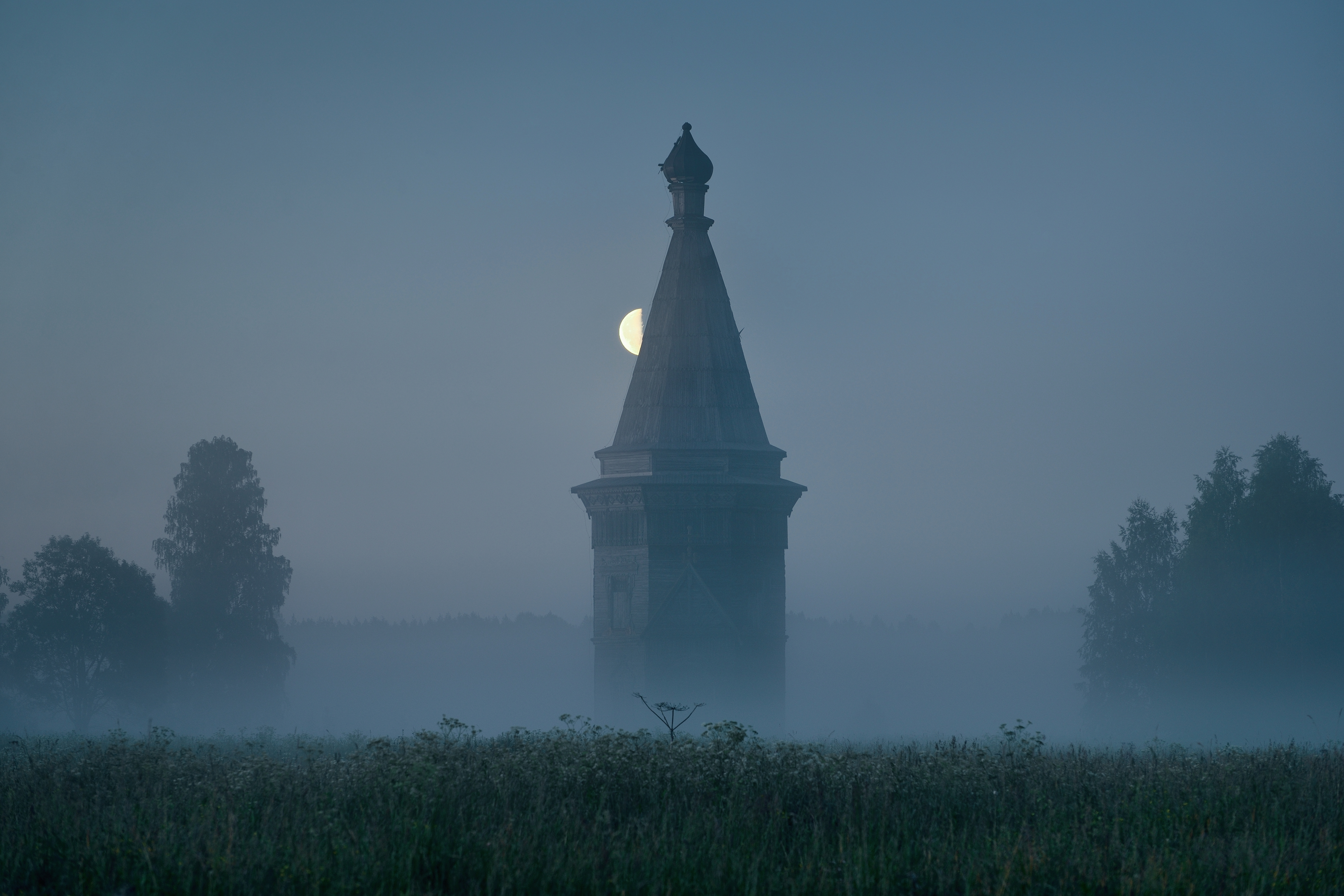
Деревянная церковь 1655 года в Каргопольском районе

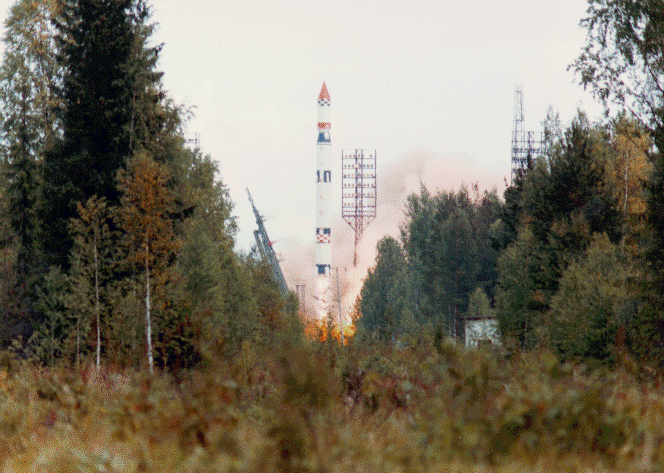
Запуск ракеты Циклон-3 с космодрома Плесецк

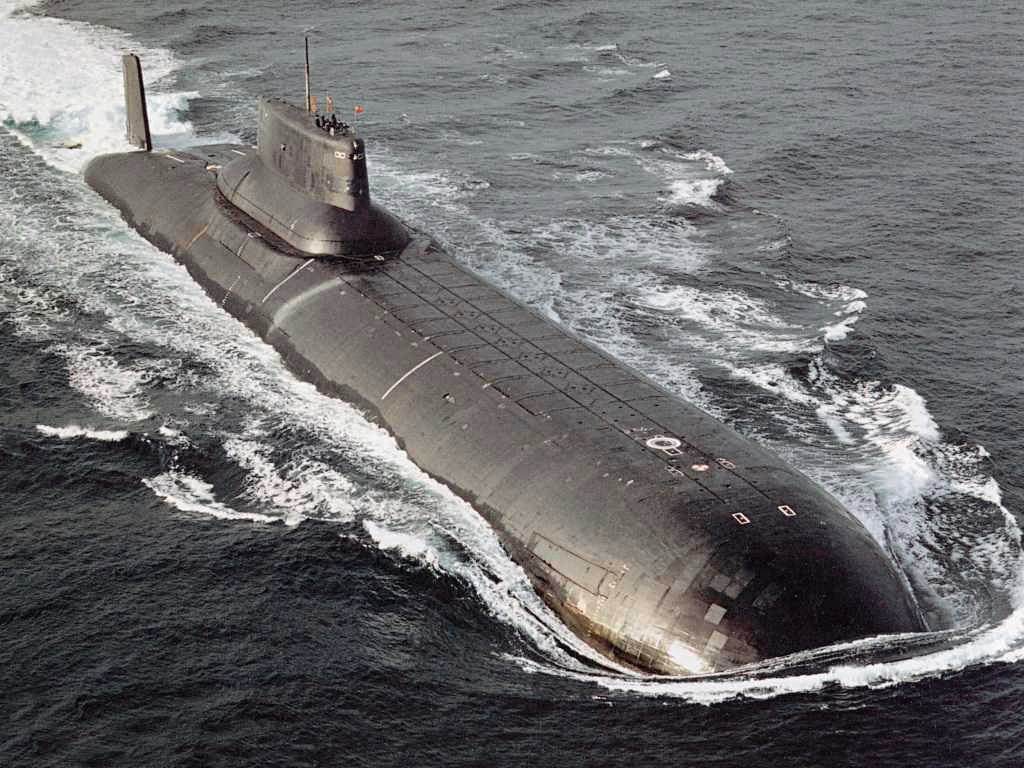
Подводный атомоход «Акула»

- Месторождение им. М. В. Ломоносова — крупнейшее коренное месторождение алмазов в Европейской части Российской Федерации. Расположено около посёлка Поморье Приморского района Архангельской области и названо в честь Михаила Васильевича Ломоносова.
- Кенозерский национальный парк — национальный парк в Архангельской области. Территория парка представляет собой природный и историко-культурный комплекс, расположенный в юго-западной части Архангельской области на стыке Плесецкого и Каргопольского районов. В мире осталось исключительно мало территорий, где культурное и природное наследие сохранилось бы наиболее полно и многогранно. Одной из таких территорий является Кенозерский национальный парк, один из островков исконно русского жизненного уклада, культуры, традиций, сохранивший богатство и чистоту своего внутреннего мира и обращённого к истокам.
- Соловецкие острова. Главной достопримечательностью и духовным центром островов является Соловецкий монастырь. Спасо-Преображе́нский Солове́цкий монасты́рь — мужской монастырь Русской православной церкви, расположенный на Соловецких островах в Белом море. Возник в 1429—1430-е годы, отстроен в камне трудами св. Филиппа (Колычева), в допетровское время числился среди крупнейших землевладельцев государства. Соловецкий монастырь был закрыт советской властью в 1920 году, а в его корпусах разместился Соловецкий лагерь особого назначения. В 1990 году монастырь был официально возрождён. В 1992 году комплекс памятников Соловецкого музея-заповедника был внесён в список Всемирного наследия ЮНЕСКО.
- Космодром Плесецк. Расположен примерно в 300 километрах к югу от Архангельска. Представляет собой сложный научно-технический комплекс, выполняющий различные задачи как в интересах Вооружённых Сил России, так и в мирных космических целях. Лидер по числу космических запусков среди космодромов Земли.
- Новая Земля — архипелаг в Северном Ледовитом океане между Баренцевым и Карским морями; входит в Архангельскую область России в ранге муниципального образования «Новая Земля». 17 сентября 1954 года на Новой Земле был открыт советский ядерный полигон с центром в Белушьей Губе. В августе 1963 года СССР и США подписали договор о запрещении ядерных испытаний в трёх средах: атмосфере, космосе и под водой. Были приняты ограничения и по мощности зарядов. В 1990-е годы в связи с окончанием холодной войны испытания резко сошли на нет, и в настоящее время здесь занимаются лишь исследованиями в области ядерных систем вооружений (объект Маточкин Шар).
- Северный (Арктический) федеральный университет имени М. В. Ломоносова — федеральное государственное автономное образовательное учреждение высшего профессионального образования, как инструмент реализации Стратегии развития арктической зоны Российской Федерации и обеспечения национальной безопасности. Миссия университета — создание инновационной научной и кадровой базы для интеллектуального нового современного освоения Севера России и Арктики.

## Факты
- В Бухте Тихая 29 июля 2021 было открыто самое северное почтовое отделение в мире, индекс которого — № 163110. Этим кодом обозначено отделение почтовой связи острова Гукера[71][72][значимость факта?].
- На территории нынешней Архангельской области (деревня Денисовка, ныне Ломоносово) родился Михаил Васильевич Ломоносов — первый русский выдающийся ученый, профессиональный исследователь природы: физик, химик, географ, металлург, математик, который прославился на всю Россию.
- В Архангельской области расположен единственный действующий в Европе[источник не указан 286 дней] российский космодром Плесецк.
- Архангельская область — родина российского триколора[73].
- В Архангельской области расположены 3 древних города. Это Каргополь (1146 год), Сольвычегодск (13-14 век), и Холмогоры (12-13 век)[источник не указан 286 дней].
- В Архангельской области никогда не было крепостного права[74].
- Архангельск — родина козуль[75][нет в источнике]
- На территории нынешней Архангельской области, в Сольвычегодске был в ссылке Иосиф Сталин[76].[значимость факта?]
- В Архангельске 3 раза был Пётр I[77] [значимость факта?]